# Harry Potter (filmsorozat)
A Harry Potter (rövidítve: HP) a Warner Bros. Pictures J. K. Rowling azonos című hétrészes könyvsorozata alapján készült brit-amerikai fantasy-akciófilmsorozata. A következő nyolc részből áll:
1. Harry Potter és a bölcsek köve (Harry Potter and the Philosopher's Stone/Harry Potter and the Sorcerer's Stone, 2001),
2. Harry Potter és a Titkok Kamrája (Harry Potter and the Chamber of Secrets, 2002),
3. Harry Potter és az azkabani fogoly (Harry Potter and the Prisoner of Azkaban, 2004),
4. Harry Potter és a Tűz Serlege (Harry Potter and the Goblet of Fire, 2005),
5. Harry Potter és a Főnix Rendje (Harry Potter and the Order of the Phoenix, 2007),
6. Harry Potter és a Félvér Herceg (Harry Potter and the Half-Blood Prince, 2009),
7. Harry Potter és a Halál ereklyéi 1. rész (Harry Potter and the Deathly Hallows – Part 1, 2010)
8. Harry Potter és a Halál ereklyéi 2. rész (Harry Potter and the Deathly Hallows – Part 2, 2011).

Négy rendező (Chris Columbus, Alfonso Cuarón, Mike Newell és David Yates); öt producer (David Heyman, Chris Columbus, Mark Radcliffe, David Barron és J. K. Rowling) és két forgatókönyvíró (Steve Kloves és Michael Goldenberg) dolgozott a filmsorozaton. A főszereplők Daniel Radcliffe (Harry Potter); Emma Watson (Hermione Granger); Rupert Grint (Ron Weasley); Michael Gambon és Richard Harris (Albus Dumbledore), valamint Ralph Fiennes és Richard Bremmer (Voldemort).

## Szereplők

### Főszereplők
- Daniel Radcliffe mint Harry Potter (Harry Potter) (magyar hangja Gacsal Ádám), a sorozat főhőse, egy gyerek varázsló, aki egyéves korában túlélte a szüleit megölő feketemágus, Voldemort halálos átkát. Anyja testvérének családjánál nőtt fel, de tizenegy éves korában megtudta, hogy varázsló, és tanulni kezdett a Roxfortban. Később Voldemort legveszélyesebb ellenfeleinek egyike lett. Voldemort halála után feleségül veszi Ginny Weasleyt. Megjelenés: összes film.
- Emma Watson mint Hermione Granger (Hermione Granger) (magyar hangja Szabó Luca), Harry és Ron legjobb barátja és iskolatársa a Roxfortban. Elképesztően intelligens és vizsgáin általában százhúsz százalékot ér el. Segít Harrynek és Ronnak a halálfalók és Voldemort elleni küzdelemben. Megjelenés: összes film.
- Rupert Grint mint Ron Weasley (Ron Weasley) (magyar hangja Berkes Bence), Harry és Hermione legjobb barátja és iskolatársa a Roxfortban. Segít a trió másik két tagjának a Voldemort és szolgái elleni küzdelemben. Voldemort bukása után feleségül veszi Hermionet.
- Sir Michael Gambon (3. – 8. film) és Richard Harris (1. és 2. film) mint Albus Dumbledore professzor (Professor Albus Dumbledore) (magyar hangja Makay Sándor), a Roxfort igazgatója, a jóság megtestesítője, a világ legnagyobb varázslója és az egyetlen, akitől Voldemort fél. Ő Harry mentora, és felkészíti a Voldemort elleni küzdelemre. A hatodik film végén Piton megöli, de a sorozat végén kiderült, hogy akkor már haldoklott, és Piton a kérésére végzett vele. Megjelenés: összes film.

- Ralph Fiennes (4. – 8. film) és Richard Bremmer (1. film) mint Voldemort nagyúr (Lord Voldemort) (magyar hangja Forgács Péter (4. – 8. film) és Kőszegi Ákos (1. film)), egy feketemágus, Harry és Dumbledore fő ellensége, a halálfalók vezére és a Roxfort egyik alapítója, Mardekár Malazár utóda. Gyerekkorában a Roxfort tanulója volt, és kinyitotta a Titkok Kamráját. Iskolásévei után tanulmányozni kezdte a feketemágiát, és hadsereget toborzott magának, hogy minden varázslót uraljon. Megölte Harry szüleit, de a fiúról visszapattant rá a halálos átok, így elvesztette akkori testét, de nem halt meg. Több sikertelen visszatérési kísérlet után a negyedik film végén újra testet ölt, és csak a nyolcadik filmben hal meg. Megjelenés: Harry Potter és a bölcsek köve, Harry Potter és a Tűz Serlege, Harry Potter és a Főnix Rendje, Harry Potter és a Halál ereklyéi 1. rész, Harry Potter és a Halál ereklyéi 2. rész.
- Alan Rickman mint Perselus Piton professzor (Professor Severus Snape) (magyar hangja Tahi Tóth László), a Roxfort bájitaltan- később sötét varázslatok kivédése-tanára, később igazgatója, a Mardekár-ház házvezető tanára, aki szívből utálja Harryt és viszont. Voldemort első uralma alatt beállt halálfalónak, és ő vitt hírt az urának Trelawney professzor első jóslatáról. Még Voldemort bukása előtt átállt Dumbledore oldalára, mivel szerelmes volt Harry édesanyjába, akit Voldemort megölt. A hatodik film végén megöli Dumbledore-t, és a hetedik részben Voldemort a Roxfort igazgatójává teszi (ez csak a sorozat végén derül ki). Csak a nyolcadik részben derül ki, hogy a bájitaltantanár mindvégig Dumbledore embere volt, és csak azért ölte meg az öreg igazgatót, mert az már haldoklott és így akarta. Voldemort a Roxfort ostroma közben megöli, mert tévesen azt hiszi, hogy Piton a Pálcák Urának gazdája, és ezzel a gyilkossággal a legyőzhetetlen pálca hozzá pártol. Megjelenés: összes film.
- Tom Felton mint Draco Malfoy (Draco Malfoy) (magyar hangja Borbíró András), a Mardekár-ház tanulója és Harry fő iskolai ellenlábasa. Piton professzor talpnyalója, és mentora segítségével minden lehetséges alkalommal keresztbe tesz Harrynek. Az ötödik filmben Malfoy lesz a Főinspektori Különítmény vezetője is. Szülei, Narcissa és Lucius Malfoy Voldemort vezető halálfalói közé tartoznak, és a hatodik filmben Draco is halálfaló lesz. Ebben a minőségében Voldemort megparancsolja neki, hogy ölje meg Dumbledore-t, de az igazgató tisztában van ezzel, és mivel nem akarja, hogy Malfoy-ból gyilkos legyen, Perselus Pitont kéri meg, hogy ölje meg (Dumbledore-nak erre más okai is voltak). Voldemort bukása után ő és családja az egyedüli halálfalók, akik nem kerülnek az Azkabanba. Megjelenés: összes film.
- Robbie Coltrane mint Rubeus Hagrid (Rubeus Hagrid) (magyar hangja Hollósi Frigyes), a Roxfort félóriás vadőre, később tanára és Harry jó barátja. Az első filmben ő megy el Harryért Dursleyékhez. Harmadikos korában Tom Denem elhitette az akkori igazgatóval, Armando Dipettel és a többi tanárral, hogy Hagrid nyitotta ki a Titkok Kamráját. A fiút ezért eltanácsolták, de Dumbledore közbenjárására megengedték, hogy vadőr legyen belőle. A második filmben Cornelius Caramel az Azkabanba küldi, mert előítéletei miatt azt hiszi, hogy Hagrid nyitotta ki a kamrát. A film végén azonban Harry és Dumbledore tisztázzák, majd Hagrid a trió harmadik roxforti évében megkapja a legendás lények gondozása tantárgyat. Szereti a különböző veszélyes szörnyeket, és ezekkel gyakran veszélyes helyzeteket hoz létre, de messzemenően hűséges jótevőjéhez, Dumbledore-hoz. Megjelenés: összes film.
- Gary Oldman mint Sirius Black (Sirius Black) (magyar hangja Széles Tamás), Harry keresztapja, aki animágusként kutya alakját tudja ölteni. Roxfortos éveiben össze volt barátkozva Remus Lupinnal, Peter Pettigrew-val és James Potter-rel. Az egész varázslóvilág azt hiszi róla, hogy tömeggyilkos, aki kiadta a Potter családot Voldemortnak és megölte Peter Pettigrew-t. Mindezekért ártatlanul az Azkabanba zárták, ahonnan azonban a harmadik filmben megszökött a varázslóbörtönből és bebizonyította Harry-nek és Dumbledore-nak, hogy a halottnak hitt Pettigrew adta ki Lilyt és Jamest Voldemortnak. A varázsvilágot nem sikerül meggyőzni erről, ezért Sirius elmenekül az őt üldöző dementorok elől. A negyedik filmben bujkál, az ötödikben pedig visszatér ősei házába, és a Főnix Rendjének tagja lesz. Az ötödik film fináléjában megöli unokanővére, Bellatrix Lestrange. Megjelenés: Harry Potter és az azkabani fogoly, Harry Potter és a Tűz Serlege, Harry Potter és a Főnix Rendje, Harry Potter és a Halál ereklyéi 2. rész
- Geraldine Somerville mint Lily Potter (Lily Potter) (magyar hangja Major Melinda)
- Adrian Rawlins és Robbie Jarvis (tinédzserként) mint James Potter (James Potter) (magyar hangja Csankó Zoltán (felnőtt) és Czető Roland (tinédzser))
- John Hurt mint Garrick Ollivander (Garrick Ollivander) (magyar hangja Gruber Hugó)
- Michael Byrne és Jamie Campbell Bower (tinédzserként) mint Gellert Grindelwald (Gellert Grindelwald) (magyar hangja Barbinek Péter)

### Mellékszereplők

#### Roxfort
- Matthew Lewis mint Neville Longbottom (Neville Longbottom) (magyar hangja Hám Bertalan), egy griffendéles diák, a DS tagja és Harry jó barátja. Harcolt a Misztériumügyi Főosztályon és a roxforti csatában is. Szüleit Bellatrix Lestrange őrületbe kínozta Voldemort bukása után. Megjelenés: összes film.
- Bonnie Wright mint Ginny Weasley (Ginny Weasley) (magyar hangja Csifó Dorina), Ron húga, Harry szerelme és későbbi felesége, a Griffendél-ház tanulója és a DS tagja. Harcolt a Misztériumügyi Főosztályon és a roxforti csatában. Megjelenés: összes film
- Evanna Lynch mint Luna Lovegood (Luna Lovegood) (magyar hangja Kántor Kitty), egy fura hollóhátas lány, Harryék barátja és a DS tagja. Akárcsak apja, a Hírverő szerkesztője, számos nem létező dologban hisz. Harcolt a Misztériumügyi Főosztályon és a Roxfort ostromában is.
- Jim Broadbent mint Horatius Lumpsluck professzor (Professor Horace Slughorn) (magyar hangja Szokolay Ottó)
- Emma Thompson mint Sybill Trelawney professzor (Professor Sybill Trelawney) (magyar hangja Kovács Nóra)
- Maggie Smith mint Minerva McGalagony professzor (Professor Minerva McGonagall) (magyar hangja Kassai Ilona)
- Kenneth Branagh mint Gilderoy Lockhart professzor (Professor Gilderoy Lockhart) (magyar hangja Csankó Zoltán)
- Ian Hart mint Quirinus Mógus professzor (Professor Quirinus Quirell) (magyar hangja Lippai László)
- Zoë Wanamaker mint Madam Rolanda Hooch (Madam Rolanda Hooch) (magyar hangja Szabó Éva)
- Gemma Jones mint Madam Poppy Pomfrey (Madam Poppy Pomfrey) (magyar hangja Tímár Éva)
- Miriam Margolyes mint Pomona Bimba professzor (Professor Pomona Sprout) (magyar hangja Szabó Éva)
- Carolyn Pickles mint Charity Burbage professzor (Professor Charity Burbage) (magyar hangja Orosz Helga)
- Warwick Davis mint Filius Flitwick professzor (Professor Filius Flitwick) (magyar hangja Szokol Péter)
- David Bradley mint Argus Frics (Argus Filch) (magyar hangja Varga Tamás)
- Katie Leung mint Cho Chang (Cho Chang) (magyar hangja Tamási Nikolett)
- Jessie Cave mint Lavender Brown (Lavender Brown) (magyar hangja Bárány Virág)
- Shefali Chowdury mint Parvati Patil (Parvati Patil) (magyar hangja Patkó Csenge)
- Afshan Azad mint Padma Patil (Padma Patil) (magyar hangja Patkó Csenge)
- Devon Murray mint Seamus Finnigan (Seamus Finnigan) (magyar hangja Stukovszky Tamás)
- Alfred Enoch mint Dean Thomas (Dean Thomas) (magyar hangja Baradlay Viktor)
- Freddie Stroma mint Cormac McLaggen (Cormac McLaggen) (magyar hangja Előd Álmos)
- Hugh Mitchell mint Colin Creevey (Colin Creevey) (magyar hangja Lugosi Domonkos)
- James Phelps mint Fred Weasley (Fred Weasley) (magyar hangja Kováts Dániel)
- Oliver Phelps mint George Weasley (George Weasley) (magyar hangja Kováts Dániel)
- Luke Youngblood mint Lee Jordan (Lee Jordan) (magyar hangja Czető Roland)
- Sean Biggerstaff mint Oliver Wood (Oliver Wood) (magyar hangja Molnár Levente)
- John Cleese mint Félig Fej Nélküli Nick (Nearly Headless Nick) (magyar hangja Galkó Balázs)
- Robert Knox mint Marcus Belby (Marcus Belby)
- Edward Randell mint Justin Finch-Fletchley (Justin Finch-Fletchley) (magyar hangja Lugosi Dániel)
- Robert Pattinson mint Cedric Diggory (Cedric Diggory) (magyar hangja Seder Gábor)
- Joshua Herdman mint Gregory Monstro (Gregory Goyle) (magyar hangja Előd Botond)
- Jamie Waylett mint Vincent Crak (Vincent Crabbe) (magyar hangja Jelinek Márk)
- Scarlett Byrne mint Pansy Parkinson (Pansy Parkinson) (magyar hangja Berkes Boglárka)
- Jamie Yeates mint Marcus Flint (Marcus Flint) (magyar hangja Előd Álmos)
- Louis Cordice mint Blaise Zambini (Blaise Zambini) (magyar hangja Előd Botond)
- Georgina Leonidas mint Katie Bell (Katie Bell) (magyar hangja Bánlaki Kelly)
- Ray Fearon mint Firenze (Firenze) (magyar hangja Koncz István)
- Shirley Henderson mint Hisztis Mirtill (Moaning Myrtle) (magyar hangja Huszárik Kata)
- Kelly McDonald mint a Szürke Hölgy (The Grey Lady) (magyar hangja Molnár Ilona)
- Elizabeth Spriggs (1.film) és Dawn French (3.film) mint a Kövér Dáma (The Fat Lady) (magyar hangja Halász Aranka (1.film) és Náray Erika (3.film))
- Paul Whitehouse mint Sir Cadogan (Sir Cadogan) (magyar hangja Harsányi Gábor)
- Leslie Philips mint a Teszlek Süveg (The Sorting Hat) (magyar hangja Tardy Balázs)
- Tony Maudsley mint Gróp (Grawp)

#### A Főnix Rendje
- David Thewlis mint Remus Lupin (Remus Lupin) (magyar hangja Cs. Németh Lajos)
- Brendan Gleeson mint Alastor "Rémszem" Mordon (Alastor "Mad-Eye" Moody) (magyar hangja Csuja Imre)
- Julie Walters mint Molly Weasley (Molly Weasley) (magyar hangja Andresz Kati)
- Natalia Tena mint Nymphadora Tonks (Nymphadora Tonks) (magyar hangja Bognár Anna)
- Mark Williams mint Arthur Weasley (Arthur Weasley) (magyar hangja Forgács Gábor)
- Ciarán Hinds mint Aberforth Dumbledore (Aberforth Dumbledore) (magyar hangja Helyey László)
- George Harris mint Kingsley Shacklebolt (Kingsley Shacklebolt) (magyar hangja Bognár Tamás)
- Domhnall Gleeson mint William Arthur „Bill” Weasley (William Arthur „Bill” Weasley) (magyar hangja Előd Álmos (7.film) és Viczián Ottó (8.film))
- David Ryall mint Elphias Doge (Elphias Doge) (magyar hangja Perlaki István)
- Clémence Poésy mint Fleur Delacour (Fleur Delacour) (magyar hangja Németh Borbála)
- Andy Linden mint Mundungus Fletcher (Mundungus Fletcher) (magyar hangja Benkő Péter)
- Kathryn Hunter mint Mrs. Arabella Figg (Mrs. Arabella Figg) (magyar hangja Tóth Judit)

#### Halálfalók
- Helena Bonham Carter mint Bellatrix Lestrange (Bellatrix Lestrange) (magyar hangja Balázs Ágnes)
- Jason Isaacs mint Lucius Malfoy (Lucius Malfoy) (magyar hangja Szakácsi Sándor (2,4), majd Haás Vander Péter (5–8))
- Timothy Spall mint Peter Pettigrew (Peter Pettigrew) (magyar hangja Tahi József)
- David Tennant mint ifjabb Barty Kupor (Bartemius Crouch Jr.) (magyar hangja Tarján Péter)
- Predrag Bjelac mint Igor Karkarov (Igor Karkaroff) (magyar hangja R. Kárpáti Péter)
- Dave Legeno mint Fenrir Greyback (Fenrir Greyback) (magyar hangja Zöld Csaba)
- Nick Moran mint Scabior (Scabior) (magyar hangja Dévai Balázs)
- Peter Mullan mint Corban Yaxley (Corban Yaxley) (magyar hangja Epres Attila)

#### Mágiaügyi Minisztérium
- Imelda Staunton mint Dolores Jane Umbridge (Dolores Jane Umbridge) (magyar hangja Kiss Erika)
- Robert Hardy mint Cornelius Oswald Caramel (Cornelius Oswald Fudge) (magyar hangja Versényi László)
- Bill Nighy mint Rufus Scrimgeour (Rufus Scrimgeour) (magyar hangja Harsányi Gábor)
- Roger Lloyd-Pack mint idősebb Barty Kupor (Bartemius Crouch Sr.) (magyar hangja Harsányi Gábor)
- Chris Rankin mint Percival Ignatius „Percy” Weasley (Percival Ignatius „Percy” Weasley) (magyar hangja Petrik Péter)
- Sian Thomas mint Amelia Bones (Amelia Bones) (magyar hangja Frajt Edit)
- Jessica Hynes mint Mafalda Hopkirk (Mafalda Hopkirk) (magyar hangja Hámori Eszter)
- Jeff Rawle mint Amos Diggory (Amos Diggory) (magyar hangja Besenczi Árpád)
- Guy Henry mint Pius Thicknesse (Pius Thicknesse) (magyar hangja R. Kárpáti Péter)

#### Muglik
- Richard Griffiths mint Vernon Dursley (Vernon Dursley) (magyar hangja Balázs Péter)
- Harry Melling mint Dudley Dursley (Dudley Dursley) (magyar hangja Baráth István)
- Fiona Shaw mint Petunia Dursley (Petunia Dursley) (magyar hangja Koroknay Simon Eszter)
- Pam Ferris mint Marjorie Eileen „Marge“ Dursley (Marjorie Eileen „Marge“ Dursley) (magyar hangja Győry Franciska)
- Michelle Fairley mint Mrs. Granger (Mrs. Granger) (magyar hangja Sági Tímea)
- Ian Kelly mint Mr. Granger (Mr. Granger) (magyar hangja Rosta Sándor)
- Kate Fleetwood mint Mrs. Mary Cattermole (Mrs. Mary Cattermole) (magyar hangja Györgyi Anna)

#### Egyéb szereplők
- Helen McCrory mint Narcissa Malfoy (Narcissa Malfoy) (magyar hangja Hámori Eszter)
- Rhys Ifans mint Xenophilius Lovegood (Xenophilius Lovegood) (magyar hangja Viczián Ottó)
- Miranda Richardson mint Rita Vitrol (Rita Skeeter) (magyar hangja Solecki Janka)
- Julie Christie mint Madam Rosmerta (Madam Rosmerta) (magyar hangja Borbás Gabi)
- Frances de la Tour mint Madame Olympe Maxime (Madame Olympe Maxime) (magyar hangja Bokor Ildikó)
- Matyelok Gibbs mint Muriel Weasley (Auntie Muriel) (magyar hangja Tóth Judit)
- Derek Deadman (1.film) és Jim Tavaré (3.film) mint Tom, a kocsmáros (Tom) (magyar hangja Pethes Csaba (1.film) és Kajtár Róbert (3. film))
- Lee Ingleby mint Stanley Shunpike (Stanley Shunpike) (magyar hangja Hamvas Dániel)
- Stanislav Ianevski mint Viktor Krum (Viktor Krum) (magyar hangja Fesztbaum Béla)
- Rade Ṧerbedẑija mint Gregorovics (Gregorovitch) (magyar hangja Szalai Imre)
- Verne Troyer (1.film) és Warwick Davis (7. és 8.film) mint Ampók (Griphook) (magyar hangja Pethes Csaba (1.film); Maday Gábor (7.film) és Csuha Lajos (8.film))
- Julian Glover mint Aragog (Aragog) (magyar hangja Papp János)
- Toby Jones mint Dobby (Dobby) (magyar hangja Cseke Péter (2.film) és Seszták Szabolcs (7.film))
- Timothy Bateson (5.film) és Simon McBurney (7.film) mint Sipor (Kreacher) (magyar hangja Harsányi Gábor (5. film) és Láng Balázs (7.film))
- Lenny Henry mint Zanzafej (Shrunken Head) (magyar hangja Bácskai János)
- Jon Key mint Bogrod (Bogrod) (magyar hangja Bartók László)

## Cselekmény

### Harry Potter és a bölcsek köve
Egy éjszaka a bölcs, öreg mágus, Albus Dumbledore professzor, a Roxfort nevű varázslóiskola igazgatója, valamint kolléganője, az időnként macskaalakot öltő Minerva McGalagony professzor találkoznak a szélsőségesen mágiaellenes Dursley család Privet Drive 4. szám alatt található házánál. Ugyanis Petunia Dursley varázserővel megáldott nővérét, Lily Evanst és férjét, James Pottert meggyilkolta a rettegett feketemágus, Voldemort. Meglepetésére azonban fiúkkal, Harryvel képtelen volt végezni, így a gyerek megúszta egy sebhellyel, Voldemortra pedig visszahullott a halálos átok, és elvesztette testét. A csecsemő Harryt Rubeus Hagrid, a Roxfort óriás vadőre mentette ki a ház romjai közül, és hozta el a Privet Drive-ra. Dumbledore levélben tájékoztatja Dursleyéket a történtekről, és azt kéri, hogy mivel ők az egyetlen rokonai a fiúnak, viseljék gondját unokaöccsüknek.
Vernon bácsi és Petunia néni rettegnek Harry varázserejétől, ezért eltitkolják előle a múltját és varázsló mivoltát. Ráadásul azt gondolják, ha kellően erőszakosan, mostohán bánnak unokaöccsükkel, akkor sikerül kiirtaniuk belőle a mágiát. Tíz évvel később Harry környezetében azonban furcsa dolgok történnek. Egy állatkerti látogatás során például beszélgetésbe elegyedik egy óriáskígyóval, majd akaratán kívül eltünteti a terrárium üvegfalát, ezzel kiszabadítva az állatot, ráadásul unokatestvére, Dudley beleesik a hüllő terráriumába. Harrynek másnap levele érkezik a Roxfortból, de Vernon bácsi elveszi tőle. Mikor újabb és újabb levelek érkeznek a varázslóiskolából, amiket Harry természetesen nem olvashat el Vernon bácsi jóvoltából, nagybátyja a levélzáporba szinte beleőrülve elmenekíti családját. A viharos tengerben álló kis szigetre mennek, egy kicsi, barátságtalan kunyhóba, ahol Vernon bácsi véleménye szerint a "postások" biztosan nem találnak rájuk, ám csalódására Hagrid éjfélkor belép az ajtón és kézbesíti Harrynek a levelet. Így a tizenegyedik születésnapján a fiú végre megtudja, hogy varázsereje van és felvételt nyert a Roxfort Boszorkány- és Varázslóképző Szakiskolába. Dursleyék ellenállnak Hagridnek, és megpróbálják visszatartani a fiút, sőt az is kiderül, hogy Vernon bácsi és Petunia néni mindvégig tudtak Harry varázserejéről, és szántszándékkal elhallgatták azt. Heves vita veszi a kezdetét, amely során Vernon Dursley rágalmakkal halmozza el Hagridet és Harry szüleit, de amikor Harry nagybátyja Dumbledore-t is sértegetni meri, Hagrid malacfarkat varázsol Dudley fenekére.
Ezután a vadőr magával viszi Harryt Londonba, ahol betérnek egy varázslófogadóba, a Foltozott Üstbe. Harry itt szembesül azzal, hogy híres: a varázslók ismerik és tisztelik, amiért megszabadította őket Voldemort uralmától. A fiú ekkor még nem tudja, hogy miért áll a figyelem középpontjában, a szülei halálának éjszakáján történt eseményekről ugyanis csak később szerez tudomást Hagrid által. A vendéglőben Harry megismeri leendő sötét varázslatok kivédése-tanárát, Mógus professzort. A Roxfort vadőre ekkor elviszi a fiút a varázslók sétálóutcájára, az üzletekkel telezsúfolt Abszol útra. Ott először a Gringottsot, a koboldok által őrzött varázslóbankot látogatják meg, ahol kiderül, hogy Harry széfjében hatalmas vagyont őriznek, amely egykor Lily és James Potteré volt. Hagrid ezenkívül Dumbledore utasítására kivesz egy kis, barna csomagot a szigorúan őrzött 731-es széfből, de nem hajlandó elárulni Harrynek, hogy mi található a csomagban. Miután elintézték ügyeiket a Gringottsban, Harry és Hagrid elmennek tanszereket vásárolni, majd Harry egyedül lép be Mr. Ollivander, az egyik legjobb varázspálca-készítő üzletébe, ahol az idős varázsló számos pálcát kipróbáltat a fiúval, mire megtalálják az igazit. Mr. Ollivander elmondja Harrynek, hogy az ő pálcájában lévő főnixtoll és Voldemort pálcájában található darab ugyanattól a madártól származnak, így az ellenségek pálcái "ikrek". Mikor Harry kiér Ollivander üzletéből, Hagrid fogadja, aki vett neki időközben a születésnapjára egy gyönyörű hóbaglyot, amit Harry később Hedvignek nevez el.
Szeptember elsején Harrynek a King's Cross pályaudvaron kell felszállnia a varázslóiskolába tartó vonatra, a Roxfort Expresszre, ami a 9 és háromnegyedik vágányról indul. Először nem tudja, hogyan kell bejutnia a vágányra, mivel ilyet sehol sem talál, de aztán találkozik Weasley-ékkel, akik közül négyen járnak a Roxfortba, és ők segítenek neki megtalálni neki a vágányt, amely a varázslók számára a kilences és a tízes vágány közötti kőfalon való átkeléssel érhető el. Harry az utazás alatt összebarátkozik a legfiatalabb Weasley fiúval, Ronnal és leendő osztálytársával, a mugli születésű, elképesztően okos Hermione Grangerrel. A végállomás Roxmorts falu vasútállomása, ahonnan Hagrid viszi a Roxfortot körülölelő tavon keresztül csónakon a kastélyba az elsősöket. Miközben a gólyákat a nagyterembe kísérő McGalagony professzorra várnak, Harry megismerkedik a gonosz és nagyképű Draco Malfoyjal és gorilláival, Crakkel és Monstróval, valamint a feledékeny és félénk Neville Longbottommal. Ezután megérkezik McGalagony, és a nagyterembe vezeti az elsősöket, ahol egy mágikus fejfedő, a Teszlek Süveg beosztja őket a Roxfort házaiba: a Griffendélbe, a Hollóhátba, a Hugrabugba vagy a Mardekárba. A Süveg Ront és Hermionét a Griffendélbe, Malfoyt pedig a Mardekárba osztja be. A fejfedő először Harryt is a Mardekárba akarja küldeni, de mivel ő tiltakozik, végül a Griffendélbe kerül.
A diákok különféle mágiaágakat tanulnak a Roxfortban, többek között átváltozástant, bűbájtant és seprűn repülést. Harry első bájitaltanóráján megismeri Perselus Piton professzort, a bájitaltantanárt és a Mardekár-ház vezetőjét, aki a fiú számára ismeretlen okból szívből gyűlöli Harryt. A fiatal griffendéles tehetsége az első repülés-órán feltűnik McGalagony professzornak, aki beajánlja őt fogónak a Griffendél kviddicscsapatába, amit az ötödéves Oliver Wood vezet, tagjai között pedig ott vannak a Weasley ikrek is. Egy nap Hermione, Harry és Ron a Griffendél klubhelyiségébe haladva eltéved, és majdnem észreveszi őket a Roxfort ellenszenves gondnoka, Argus Frics. Hermione egy bűbáj segítségével kinyit egy lezárt ajtót, ami mögé bemenekülnek, azonban a szobában egy hatalmas háromfejű kutyát találnak. Harryéknek sikerül még időben kiszökniük, és visszajutnak a Griffendél-toronyba. Ott Hermione elmondja a fiúknak, hogy a harmadik emeleti tiltott folyosón voltak, és hogy a kutya lábai alatt egy csapóajtó van. Harry ebből azt a következtetést vonja le, hogy a kutya őriz valamit, és hogy az a valami a rejtélyes kicsi csomag, amit Hagrid hozott el a Gringottsból.
Halloweenkor valaki beszabadít egy trollt a varázslóiskolába. Dumbledore utasítására a diákok a hálótermeikbe mennek, de Harry és Ron rájönnek, hogy Hermione egy lányvécében maradt, és nem tud a veszélyről. A két barát elindul megkeresni a lányt, de belebotlanak a trollba, amit tévedésből bezárnak a lányvécébe, ahol a szörnyeteg megpróbálja megölni Hermionét. Ronnak hosszas küzdelem után sikerül leterítenie a bestiát, Hermione pedig azt hazudja az érkező McGalagonynak, Pitonnak és Mógusnak, hogy ő kereste meg a trollt, Harry és Ron pedig a sikolyát hallva a segítségére siettek. Miközben Piton távozik, Harry figyelmes lesz egy friss sebre az egyik lábán. Másnap sor kerül az első kviddicsmeccsre, amelyen a Griffendél játszik a Mardekár ellen. Egy idő után Harry seprűje annyira rángatózni kezd, hogy majdnem leesik róla. Hermione észreveszi, amint Piton valamit mormol és tágra nyílt szemekkel néz a Griffendél fogójára; ebből pedig arra következtet, hogy Piton babonázta meg a seprűt. Ezért a lány titokban felgyújtja Piton talárját, és mire a bájitaltantanár eloltja azt, Harry sikeresen visszamászik a seprűjére, és a szájával elkapja a 150 pontot érő aranycikeszt, ami a Griffendél győzelmével véget vet a meccsnek. A trió a meccs után közli Hagriddel a gyanúját Pitonnal kapcsolatban, azt is megemlítve, hogy szerintük Piton Halloweenkor ki akarta játszani a háromfejű kutyát. A vadőr elmondja a gyerekeknek, hogy a szörnyeteg az övé, és Bolyhoskának hívják; azonban Harryék hiába kérdezik, hogy mit őriz a fenevad, Hagrid nem árulja el nekik, csak annyit említ meg, hogy a Bolyhoska által őrzött dolog kizárólag Dumbledore-ra és egy Nicolas Flamel nevű emberre tartozik. A hármas elkezd nyomozni Flamel után a könyvtárban, de semmit sem találnak. Hermione, mielőtt hazautazna a karácsonyi szünetre, azt sugalmazza a fiúknak, hogy próbálkozzanak a könyvtár zárolt szekciójában.
Harry karácsonyra egy ismeretlen személytől megkapja apja láthatatlanná tevő köpenyét, amely alá bújva behatol a könyvtár zárolt részlegébe, de nincs szerencséje: a tiltott könyvek egyike sikoltozó hangokat ad ki, és Harrynek menekülnie kell. Eközben egy folyosón kihallgatja Piton és Mógus beszélgetését, amelyben a bájitaltantanár megfenyegeti Mógust, hogy "vesse be a kis hókuszpókuszát" és válaszút elé állítja, hogy kihez akar hűséges lenni. Harry ezt úgy értelmezi, hogy a kutyán kívül még valami őrzi a kis csomagot, aminek a megtöréséhez van szüksége Pitonnak Mógus "kis hókuszpókuszára". Ekkor megérkezik Frics, aki informálja Pitont, hogy a könyvtárban egy meleg lámpát talált, és hogy egy diák kóborol a folyosókon. Harry elbújik a gondnok és a bájitaltantanár elől egy szobában, ahol egy mágikus tükröt talál, amiben a szüleit látja. Másnap elviszi oda Ront is, aki azonban saját magát pillantja meg iskolaelsőként és kviddicskapitányként, nem pedig Harry szüleit. Amikor Harry harmadszorra is meglátogatja a tükröt, Dumbledore-ral találkozik, aki felfedi előtte, hogy Edevis tükre mindenkinek a leghőbb vágyát mutatja, de nem ad bölcsességet vagy igazságot. Elmondja Harrynek, hogy a tükör másnap új helyre kerül, és megkéri az ifjú griffendélest, hogy ne próbálja megkeresni.
A karácsonyi vakációról visszatérő Hermione egy vaskos könyvben végre megtalálja, hogy Nicolas Flamel egy alkimista és az egyetlen ember, akinek sikerült elkészíteni a bölcsek kövét, amely képes bármilyen fémet arannyá változtatni, és kinyerhető belőle az életelixírnek nevezett folyadék is, ami halhatatlanságot ad. A trió úgy sejti, hogy Piton el akarja lopni a követ, amit Bolyhoskán kívül Mógus "kis hókuszpókusza" és még további ismeretlen védővarázslatok óvnak. Harry, Ron és Hermione lemennek Hagridhez, aki elárulja nekik, hogy Bolyhoskán kívül számos tanár védővarázslata is őrzi a követ. Hermione észrevesz egy sárkánytojást Hagrid tüzében, amiből perceken belül kikel egy sárkányfióka. Ekkor Hagrid észreveszi az ablaknál leskelődő Malfoyt, aki mindent látott. A mardekáros beárulja őket McGalagonynál, aki a kastély melletti szörnyek lakta erdőben, a Tiltott Rengetegben Hagriddel letöltendő büntetőmunkára ítéli a hármast és Malfoyt.
Az erdőben meg kell találniuk egy sebesült vagy halott unikornist, ezért két csapatra oszlanak: Hagrid Ront és Hermionét viszi magával, Harry pedig Malfoy-jal és Hagrid kutyájával, Agyarral megy. Harry és Malfoy megtalálják a halott egyszarvút, aminek vérét egy sötét alak issza. Malfoy és a kutya üvöltve elfutnak, a lény pedig meg akarja ölni Harryt. A fiút az utolsó pillanatban menti meg Firenze, egy kentaur, aki azt sugalmazza Harrynek, hogy az őt megtámadó lény Voldemort volt.
A három barát szerint Piton nem magának, hanem a Tiltott Rengetegben rejtőzködő Voldemortnak akarja a követ. Amikor megtudják, hogy Dumbledore elutazott, megsejtik, hogy Piton aznap estére tervezi a kő ellopását. Miután McGalagony professzor nem hallgat Harryre, a fiú Ronnal és Hermionéval Neville Longbottom figyelmeztetése ellenére elindul, hogy megfékezze Voldemortot. Sorra le kell győzniük a követ védelmező akadályokat: a háromfejű kutya mellett egy ördöghurok nevű húsevő növény, egy sereg repülő kulcs és egy emberméretű sakkjátszma várja őket. Végül Harry szembenéz ellenségével, aki meglepetésére nem Piton, hanem Mógus, tarkóján Voldemort arcával. A bölcsek kövét Mógus csupán Edevis tükrén keresztül tudná megszerezni, de erre képtelen. Mikor a professzor fenyegetésére Harry belenéz a tükörbe, a kő hozzá kerül, mert Dumbledore varázslata miatt csak az tudta megszerezni, aki ugyan meg akarta találni, de nem volt vele célja. Voldemort először hízelgéssel, majd erőszakkal próbálja elvenni tőle a követ, de a fiút megvédi az anyja szeretete és önfeláldozása: amikor Mógus-Voldemort hozzáér Harry bőréhez, Mógus teste elkezd elporladni a benne lakozó gonosz miatt. Voldemort szelleme végül elhagyja Mógus testét, aki ezután meghal.
Dumbledore és Flamel úgy határoznak, hogy a bölcsek kövét megsemmisítik, nehogy Voldemort újból megpróbálja megszerezni. A Griffendél megnyeri a Házkupát, Harry pedig hazatér Dursleyékhez, akik mit sem tudnak arról, hogy az iskolán kívül tilos varázsolni. Hagrid a vonat indulása előtt egy fényképalbumot ad Harrynek a szüleiről.

### Harry Potter és a Titkok Kamrája
A szünidőt a Dursley családnál töltő Harryt meglátogatja Dobby, egy házimanó, aki figyelmezteti a fiút, hogy halálos veszélynek teszi ki magát, ha visszatér a Roxfort Boszorkány- és Varázslóképző Szakiskola falai közé szeptemberben. Harry ennek ellenére vissza szeretne menni az iskolába, ezért a házimanó ezt megpróbálja megakadályozni. A fiút Vernon bácsi és Petunia néni elzárják a külvilágtól, berácsozzák az ablakait, azonban a Weasley testvérek, (Fred, George és Ron) kimenekítik a szorult helyzetéből apjuk repülő Fordjának segítségével.
Harry a Weasley család lakásában, az Odúban tölti a szünidő maradék részét, ám szeptember elején hoppanálással az Abszol út egyik rossz hírű negyedébe téved. Miután Hagrid "kimenti" onnan, a Weasley-ékkel és Hermionéval folytatja útját, hogy iskolai dolgokat vegyenek. Egy boltban azonban megállnak, ugyanis a nagyképű, ám szívdöglesztő író, Gilderoy Lockhart tart könyvbemutatót. Azonban Draco Malfoy és apja, Lucius Malfoy is feltűnik a boltban, így feszült lesz a légkör a fiatalok között. Harry és Ron később lemarad a többi családtagtól, és lekésik a Roxfortba tartó vonatot. Végül a két barát a repülő Forddal jut el az iskolába, ahol a meghibásodott autó a fúriafűznek zuhan. A baleset következtében Ron pálcája eltörik, majd a sérült autó magától elindul, és eltűnik a Tiltott Rengetegben.
Más gondok is akadnak: Perselus Piton és McGalagony majdnem kicsapja őket az iskolából, ugyanis az újság szerint több mugli is látta a repülő autójukat. Végül kegyelmet kapnak, így berendezkednek a Griffendél házban. Az évnyitó ünnepségen Dumbledore bejelenti, hogy Lockhart lett az új Sötét Varázslatok Kivédése tanár. Az év elején rejtélyes módon kővé dermedve találják Frics macskáját, Mrs. Norrist, később a Griffendél szellemét, Félig Fej Nélküli Nicket, majd a fényképezőgépét sűrűn kattogtató elsőst, Colint. Az első áldozat melletti falon egy vérrel írt felirat áll: "Feltárult a Titkok Kamrája! Reszkessetek, sárvérűek!". McGalagony az egyik órán beszél a Titkok Kamrájáról: állítólag csak Mardekár Malazár utódja nyithatja ki ezt a Roxfortban elrejtett kamrát, és ha ez megtörténik, több mugli származású tanuló is meghalhat.
A griffendélesek megtudják, hogy Draco Malfoy lett a Mardekár új kviddics-játékosa. Mikor Malfoy a mugli származású Hermionét sárvérűnek nevezi, Ron átokkal akar rátámadni, ám az a rossz pálca miatt visszaverődik, így ő kezd csigákat köpni. Az első kviddicsmeccset a Griffendél nyeri, ám közben Harry eltöri a kezét. A gyengélkedőn meglátogatja őt Dobby és elárulja: úgy akarta megmenteni a fiút a halálos veszélytől, hogy megakadályozta, hogy elérjék a Roxfort Expresszt, és ő okozta a balesetét is a mérkőzésen, hogy a sérülése miatt hazaküldjék. Később, a párbajszakkörön Harry és Draco megküzd egymással, majd miután a mardekáros egy kígyót „varázsol” ellenfele elé, Harry beszélni kezd az állathoz. Ezután mindenki azt gondolja, hogy párszaszája miatt Harry az a bizonyos „Mardekár utódja”, aki kinyitotta a Titkok Kamráját, ezért a legtöbben elpártolnak tőle, kivéve néhány tanárt, Ront, Hermionét és Dumbledore-t, aki egy alkalommal megmutatja neki a főnixmadarát, Fawkest.
Hermione úgy véli, hogy Draco tudhat valamit a merényletekkel kapcsolatban, ezért egy tervet eszel ki: százfűlé főzet segítségével Mardekáros tanulónak álcázva kifaggatják Malfoyt. Egy elhagyatott WC-ben készítik el az italt, miközben megismerik Hisztis Myrtle-t, a kísértet-lányt. Miután elkábították az igazi Crakot és Monstrót, Harry és Ron felveszi azok alakját, ám Hermione nélkül indulnak útnak, ugyanis a lány egy véletlen folytán részben macskaalakot ölt. A Mardekár klubhelyiségében megtudják Dracótól, nem ő áll a kővé dermesztések mögött, és hogy amikor a Titkok Kamráját régen felnyitották, akkor egy sárvérű halt meg.
Harry talál egy naplót Myrtle WC-jében. Mikor elkezdi olvasni, egy Tom Denem nevű fiú – a napló tulajdonosa – a múltba repíti. Harry szeme elé tárul néhány régi esemény: Tom Denem és Dumbledore egykori beszélgetéséből megtudja, hogy a Titkok Kamrájából jött "szörnyeteg" végzett egy diáklánnyal, majd Hagridot vádolták meg a kamra kinyitásával. A jelenben másnap valaki felforgatja a Griffendél klubhelyiségét és elrabolja a naplót.
McGalagony professzor szörnyű dolgot tár Harry és Ron szeme elé: Hermione kővé dermesztett testét. A fiúk Hagrid segítségét kérik, aki a Tiltott Rengetegbe irányítja őket a pókok után, miközben a mágiaügyi miniszter éppen eltávolítja őt az iskolából. Harry és Ron Agyarral, Hagrid kutyájával az erdőbe mennek, majd a pókokat követve eljutnak vezérük, Aragog fészkébe, akiről megtudják, hogy Hagrid barátja. Az óriás Aragog elárulja nekik, hogy az a bizonyos szörny a kamrában egy baziliszkusz, de ezután a pókok megtámadják a fiúkat, akik segítségére végül az önjáró Ford siet és kijuttatja őket a Tiltott Rengetegből. Ezután kinyomozzák: ha valaki belenéz a szörny szemébe, azonnal meghal, ám ha nem közvetlenül, akkor "csak" kővé dermed.
Mikor Ron húgát, Ginnyt is elragadja a baziliszkusz és a kamrába viszi, Ron és Harry elhatározza: megtalálják a kamrát és kiszabadítják a lányt. Ehhez Lockhart segítségét kérik, aki ezt visszautasítja, majd megpróbálja kitörölni Harryék emlékezetét. Csakhogy a két fiú lefegyverzi a gyáva férfit, majd elviszik Myrtle mosdójába. Ott a szellem-lány segítségével, akivel annak idején szintén a baziliszkusz szeme "végzett", rátalálnak a kamra bejáratára.
Miután lejutottak, Lockhart megpróbál elszökni, ám Ron rossz pálcáját használva a saját emlékezetét törli ki. Harry egyedül folytatja útját, így rátalál az ájult Ginnyre, mellette pedig Tom Denemre és a naplójára. Tom elárulja: ő Voldemort nagyúr régi énje és hogy Ginnyvel ő íratta a feliratot a falra, majd vele raboltatta el a naplót. Tom ezután előhívja a baziliszkuszt, hogy ölje meg Harryt, ám megjelenik Fawkes, ledobja a Teszlek Süveget, majd megvakítja az óriási kígyót. A süvegben Harry megtalálja Griffendél Godrik kardját, amivel elpusztítja a szörnyet. A fiú közben megsérül a baziliszkusz egyik méregfogától, amit megragadva keresztülszúrja a naplót, így Tom Denem megsemmisül. Harry halálos sebét Fawkes könnye gyógyítja meg, majd a főnix segítségével Harry, Ron, Ginny és Lockhart visszatér a Roxfortba.
Harry megtudja Dumbledore-tól, hogy Griffendél Godrik kardja csak igazi griffendéles tanulónak jelenhet meg. Az igazgató szobájából kilépve Harry egy csellel felszabadítja Dobbyt Lucius Malfoy uralma alól, aki ezért megpróbál átkot szórni a fiúra. Csakhogy ekkor Dobby közéjük lép és egy varázslattal megvédi Harryt. A tanév végén Hagrid visszatér a Roxfortba minden diák nagy örömére.

### Harry Potter és az azkabani fogoly
A nyár végén megérkezik a Dursley család házába Vernon bácsi nővére, a rosszindulatú Marge néni. A vacsoránál sértegeti Harry szüleit, a fiú ezért felpuffasztja egy varázslattal, a vénasszony pedig a levegőbe emelkedik. Miközben Dursleyék sikertelenül próbálják leszállítani Marge nénit a földre, Harry összecsomagol és elmegy a Privet Drive-ról. Az éjszaka közepén egy játszótér mellett egy hatalmas fekete kutya közeledik a fiúhoz, aki azt hiszi, hogy az állat meg akarja támadni. Az utolsó pillanatban azonban megérkezik a mágusszállító autóbusz, a Kóbor Grimbusz, ami eljuttatja Harryt az Abszol útra.
Harryt a Foltozott Üst fogadósa, Tom fogadja, aki elkíséri a fiút a mágiaügyi miniszterhez, Cornelius Caramelhez, aki a fiú nagy meglepetésére semmilyen büntetést nem ad neki az engedély nélküli varázslásért. Később Harry találkozik a fogadóban Hermionéval és a Weasley családdal, ekkor Arthur Weasley tudtára adja, hogy Sirius Black, egy veszélyes tömeggyilkos megszökött a varázslóbörtönből, az Azkabanból, és valószínűleg Harryre vadászik. Mr. Weasley megígérteti a fiúval, hogy bármi történjék is, nem fogja megkeresni Blacket. A Roxfort Expresszen Harry elmondja Hermionénak és Ronnak, hogy Black azért szökött meg az Azkabanból, hogy megkeresse és megölje őt. Ezután a vonat megáll, rettenetes hideg lesz, és egy fekete csuklyát és köpenyt viselő, csontkezű alak nyit be Harryék fülkéjébe. A lény megtámadja Harryt, aki elájul, és egy női sikolyt hall. Az utolsó pillanatban felébred a fülkében alvó Remus Lupin, aki elkergeti a dementort egy bűbájjal. A Roxfortban Dumbledore évnyitó beszédében bemutatja a diákoknak a tanári testület két új tagját: Lupin professzort, aki a sötét varázslatok kivédését fogja oktatni, és Rubeus Hagridot, aki vadőri feladatai mellett a legendás lények gondozása tantárgyat is átveszi. Dumbledore azt is kihirdeti, hogy néhány azkabani dementor a Roxfortban fog állomásozni Sirius Black elfogásáig.
Másnap sor kerül Harryék első jóslástan-órájára, amit Sybill Trelawney professzor tart, és amin a gyerekek a teafűolvasást tanulják. Harry csészéjében Trelawney felfedezi a legrosszabb óment: a Zordót, a halál kutya alakú előjelét. Később Hagrid is megtartja első legendás lények gondozása-óráját, amelyen a gyerekek egy Csikócsőr nevű hippogriffel találkoznak. Harry felül a lény hátára, ami körberepüli vele a roxforti birtokot. Amikor Csikócsőr leszáll, Malfoy direkt inzultálni kezdi az állatot, amely megrúgja. Malfoy és apja ezért megfogadják, hogy minden lehetségeset megtesznek Csikócsőr kivégzése és Hagrid elbocsátása érdekében. Remus Lupin első sötét varázslatok kivédése-óráján a diákok a mumusűző bűbájról tanulnak, amelyet rögtön ki is próbálnak egy szekrénybe zárt mumuson. Mikor Harryre kerül a sor, a mumus dementorrá változik, de Lupin professzor eltereli a figyelmét és visszakergeti a szekrénybe.
A diákok nagy része, köztük Ron és Hermione lemehetnek a roxforti birtok határán fekvő Roxmorts faluba, de Harry engedélyét Vernon bácsi nem írta alá, így nem engedik a varázslófaluba. Harry a kastélyban Lupin professzorral beszélget a szülei múltjáról. Este az iskolában nagy felfordulás támad, ugyanis a Griffendél klubhelyiségét őrző Kövér Dáma festményét valaki egy késsel szétszaggatta. A Dáma, aki egy másik festménybe menekült, elmondja Dumbledore-nak, hogy Sirius Black próbált meg behatolni a Griffendél klubhelyiségébe. Dumbledore lezáratja a kastélyt és a nagyterembe rendeli az összes diákot, a Roxfort tanárai pedig átvizsgálják az épületet, de nem találják meg Blacket. Piton azt sugalmazza Dumbledore-nak, hogy Lupin professzor segített a szökevénynek bejutni a kastélyba, de az igazgató ezt nem hajlandó elhinni. Másnap ismeretlen oknál fogva Piton tartja a sötét varázslatok kivédése-órát, amely során a bájitaltantanár a tantervben előreugorva a vérfarkast tanítja a diákoknak. A Griffendél és a Hugrabug ítéletidőben vívott kviddicsmeccsén Harryt dementorok támadják meg, a fiú pedig elájul és leesik a seprűjéről, ami eltörik. Lupin professzor beleegyezik, hogy megtanítsa Harryt védekezni a dementorok ellen.
A következő alkalommal Harry a láthatatlanná tévő köpeny védelme alatt ki akar szökni Roxmortsba, Fred és George Weasley azonban észreveszik, és visszacipelik a kastélyba, ahol adnak neki egy régi pergament. Erről kiderül, hogy a Roxfort térképe, amely tartalmazza a kastélyból kivezető titkos alagutakat és megmutatja a kastély területén tartózkodó személyek mozgását. Harry a térkép segítségével kijut Roxmortsba az egyik titkos alagúton keresztül. Ott látja, ahogyan Malfoy Crakkel és Flinttel sértegeti Ront és Hermionét, ezért láthatatlanul hógolyózáport zúdít a mardekárosokra, akik erre elmenekülnek. Harry ezután belopódzik a Három Seprű nevű fogadóba, ahol kihallgatja Cornelius Caramel és McGalagony professzor beszélgetését, amiből megtudja, hogy Sirius Black kiszolgáltatta Harry szüleit Voldemortnak, és ezáltal a szökött azkabani rab is felelős Lily és James Potter haláláért. Másnap Lupin elkezdi megtanítani Harrynek a dementorok elleni védekezés egyetlen módját, a patrónus-bűbájt, amely során egy boldog emlékre kell gondolni. Harry egy mumuson gyakorolja a dementorűzést, aminek hamarosan a mesterévé válik.
Egy jóslástanórát követően Harry egyedül marad Trelawney professzorral a tanteremben, aki ezúttal egy igazi próféciát mond, amely szerint még aznap éjfél előtt egy szolga vissza fog térni Voldemorthoz, aki aztán újra felemelkedik. Eközben Lucius Malfoy Csikócsőr tárgyalásán eléri, hogy a hippogriffet halálra ítéljék a fia megsebesítéséért. Cornelius Caramel és egy Walden Macnair nevű hóhér hamarosan megérkeznek, hogy végrehajtsák az ítéletet. Ron patkánya, Makesz elszalad, és mikor a fiú utánafut, feltűnik a hatalmas fekete kutya, amit Harry a Privet Drive-on látott, és megtámadja Ront, majd behúzza a fúriafűz alatt egy alagútba és eltűnik vele. Harry és Hermione utánamennek, és az alagúton át a roxmortsi Szellemszállásra, egy kísértetházba jutnak, ahol megtalálják Ront, de a fekete kutyának nyoma sincsen, helyette viszont meglátják Sirius Blacket, akiről kiderül, hogy animágus lévén kutyává tud változni.
Nemsokára megérkezik Lupin professzor is, akiről megtudják, hogy vérfarkas és Black fiatalkori barátja. A tanár és Black tisztázni akarják magukat, de ekkor megjelenik Piton, és pálcát szegez rájuk. Harry megsejti, hogy Sirius ártatlan, ezért elkábítja a bájitaltanárt, és lehetőséget ad Blacknek és Lupinnak, hogy elmondják az igazságot. Ők felfedik, hogy nem Sirius, hanem Peter Pettigrew árulta el Lilyt és Jamest Voldemortnak. Pettigrew-ról mindenki azt hitte, hogy Sirius ölte meg őt, de a valóságban csak megrendezte a halálát, és mivel patkánnyá tud változni, tizenkét évet élt Makeszként a Weasley családnál. Remus és Sirius kényszerítik Pettigrew-t, hogy változzon vissza emberré. Miután ezt megtette, Sirius meg akarja ölni, Harry azonban megakadályozza, és a csapat elindul a kastély felé, hogy átadják Pettigrew-t a dementoroknak.
Telihold lévén a fúriafűz előtt Lupin elkezd átváltozni vérfarkassá, Sirius pedig ezt látván kutyaalakot ölt, hogy megfékezze a szörnyet. Pettigrew a körülményeket kihasználva patkánybőrbe bújik, és eltűnik. Ekkor megérkezik Piton professzor is az alagútból. A vérfarkas legyőzi a kutyát, ami elvonszolja magát a tó partjára, majd visszaváltozik Siriusszá. Mielőtt a vérfarkas a gyerekekre támadhatna, farkasüvöltés hangzik a Tiltott Rengeteg felől, a szörny pedig eltűnik az erdőben. Harry odamegy Siriushoz, de dementorok támadnak rájuk. Harry megpróbálja elűzni őket, de nem sikerül neki. Az utolsó pillanatban egy rejtélyes alak tűnik fel a túlparton, akit a fiú az apjának vél, és szarvas alakú patrónusával elkergeti a dementorokat.
Harry a gyengélkedőn ébred fel, ahol ott van Ron és Hermione, valamint Dumbledore is. Az igazgató elmagyarázza a gyerekeknek, hogy a Mágiaügyi Minisztérium nem hisz nekik, és hogy Siriust egy toronyban tartják fogva, ahol nemsokára megkapja a dementorcsókot, vagyis a szörnyű lények kiszívják a lelkét. Hermione és Harry a lány időnyerője segítségével visszatérnek néhány órányira a múltba, és megakadályozzák Csikócsőr kivégzését, majd eltűnnek vele a Tiltott Rengetegben. Később, amikor a dementorok rátámadnak a múltbeli Harryre és Siriusra, Harry felismeri, hogy nem az apját látta, amint megidézi a patrónust, hanem saját magát a jövőből. Így elkergeti a dementorokat, majd Hermionéval együtt Csikócsőr hátán felrepül a toronyba, és kiszabadítják Siriust, aki megszökik a hippogriffel. A gyerekek ezután visszatérnek a gyengélkedőre abban a pillanatban, amikor Dumbledore kimegy onnan, és bezárja az ajtót. Így a Minisztérium és Piton nem tudják bizonyítani, hogy Harry szöktette meg Siriust, az élet pedig megy tovább.
Piton elmondja a diákoknak az igazságot Lupin professzor vérfarkas mivoltáról, a szülők ezért rákényszerítik a Tiltott Rengetegből visszatért Remust, hogy mondjon fel. Harry később csomagot kap, amiben a világ leggyorsabb seprűje, a Tűzvillám rejtőzik. Név nincs a csomagon, de Hermione megtalálja benne Csikócsőr egyik tollát.

### Harry Potter és a Tűz Serlege
Harryre – aki a negyedik évét kezdené a Roxfortban – minden éjszaka ugyanaz az álom tör rá: egy elhagyatott szobában Voldemort nagyúr, Peter Pettigrew, azaz Féregfark, egy ismeretlen személy és egy Nagini nevű kígyó megölnek valakit, a nagyúr pedig utasítást ad a harmadik személynek, ami Potterrel kapcsolatos. Mikor legutóbbi álmából felébred, Harry barátaival, Hermionéval, Ronnal és annak családjával indul a Kviddics Világkupa döntőjére. Csakhogy a döntő váratlan fordulatot vesz: mindenki menekülni kényszerül, ugyanis megjelennek Voldemort halálfalói és az égre kerül a Sötét Jegy.
Miután a fiúk visszatérnek a Roxfort falai közé, megtudják: itt rendezik meg idén a Trimágus Tusát, amin három varázslóiskola vesz részt: a Roxfort, a Beauxbatons és a Durmstrang. A vendég-iskolák képviselői Olympe Maxime és Igor Karkarov igazgatók vezetésével itt töltik a teljes tanévet. Az iskolába új Sötét Varázslatok Kivédése tanár is érkezik, a "Rémszemnek" becézett Alastor Mordon. Rajta kívül Barty Kupor, a minisztérium egyik embere is megszáll az iskolában a verseny miatt. Harry és a Hollóhátas Cho Chang többször "szemezget" egymással.
Mordon az első óráján bemutatja a diákoknak, melyek a főbenjáró átkok: az Imperius-átok, mellyel az áldozat követi az átok megidézésének parancsait; a Cruciatus-átok, ami hatalmas kínokat okoz; és az Avada Kedavra, mely kivédhetetlen gyilkos átok. A diákok ezen kívül megtudják, hogy Mordon egyik szeme mágikus képességekkel bír. Mordon az órája után megkéri Neville-t, maradjon még vele beszélgetni.
A Trimágus Tusára csak 17 év feletti diákok pályázhatnak, George és Fred hiába próbálkoznak, nem sikerül nekik. A jelentkezési határidő után a Tusa résztvevőit kihirdeti Dumbledore: a Durmstrangból Viktor Krum, a Beauxbatonsból Fleur Delacour, míg a Roxfortból a Hugrabugos Cedric Diggory. Csakhogy meglepő módon a Tűz Serlege Harry nevét is kidobja, annak ellenére, hogy ő a korhatár alatt van, így kénytelen indulni a versenyen. A diákok nagy része ezért elpártol tőle, még Ron sem áll szóba vele.
Harryt ezután egy újságíró, Rita Vitrol faggatja ki, majd üzenetet kap Siriustól, találkozzanak a Griffendél klubhelyiségében. Ott Sirius arca a tűzben jelenik meg, és elárulja keresztfiának: szerinte Barty Kupor, vagy a volt halálfaló, Igor Karkarov dobhatta be Harry nevét a Tűz Serlegébe. Később Hagrid megmutatja Harrynek, hogy sárkányokkal kell szembeszállnia az első próbán.
A Roxfortban a diákok mind kigúnyolják Harryt, ám amikor Draco pálcát is rántana ellene, Mordon megvédi őt, patkánnyá változtatva Malfoyt. Ezután az irodájában segíteni próbál a fiúnak a versennyel kapcsolatban. Az első próbán Harrynek a Magyar Mennydörgő nevű sárkány jut, amitől el kell lopni a tojását. A fiú a seprűje, Tűzvillám segítségével meg is szerzi azt. A próba után Ron kibékül vele, majd részt vesznek az iskolai bálon. Ron elkeseredettségére Hermione Viktor Krummal táncol, míg Hagrid a Beauxbatons igazgatójáért, Olympe Maxime-ért van oda. Harry sem olyan lelkes, hisz Cho is mással ment a bálba.
Cedric segítségével Harry megtudja, hogy kákalagokkal kell megküzdenie az iskola előtti tóban. Neville varangydudvát ad Potternek, aminek segítségével lélegezni tud a víz alatt, így teljesíti is a próbát: 1 óra alatt kimenti Ront, sőt még Fleur húgát is. A próba után Ronnal, Hermionéval és Hagriddal a Tiltott Rengetegben rátalál Barty Kupor holttestére.
A haláleset miatt Cornelius Caramel, a mágiaügyi miniszter meglátogatja Dumbledore-t. Amíg beszélgetnek, Harry egyedül marad az igazgató irodájában, majd a merengőbe nézve a múltba utazik vissza, Igor Karkarov halálfaló tárgyalására. Az eseményt átélve Harry megtudja, hogy Piton régen szintén Voldamort követője volt, és hogy Karkarov adta fel ifjabb Barty Kuport, aki a Cruciatus-átokkal kínozta Neville Longbottom szüleit. Dumbledore-nak a jelenben elmondja Harry, hogy ifjabb Barty Kupor az a bizonyos harmadik személy az álmaiban, Voldemort és Féregfark mellett. Az igazgató szobájából való távozás után Perselus Piton megállítja Harryt, és ismeretlen okból megfenyegeti: ha még egyszer lopni próbál a varázsszereiből, megjárja.
Az utolsó próbán a négy versenyzőnek meg kell találnia egy labirintusban a Trimágus kupát: aki először megérinti, az nyer. A versenyből azonban Fleur és Krum kiesik, Harry és Cedric pedig egyszerre fogja meg a kupát, mire egy elhagyatott temetőben találják magukat, ugyanis a kupa egy zsupszkulcs volt. Érkezésük után Harry sebhelye sajogni kezd. Voldemort és Féregfark jelenik meg és végeznek Cedric-kel. Ezután Féregfark új testet varázsol Voldemortnak az apja csontja, Harry vére és a saját levágott keze felhasználásával.
Halálfalók jelennek meg körülöttük, köztük Draco apja, Lucius Malfoy, valamint Crak és Monstro szülei. Voldemort elárulja Harrynek, hogy az anyja védőátka miatt nem tudta őt megölni kiskorában, majd párbajra hívja. Voldemort és Harry küzdelmét végül a fiú szüleinek, Cedricnek és még néhány embernek a szelleme zavarja meg, akik elterelik a Sötét Nagyúr figyelmét. Ekkor Harry odaugrik a zsupszkulcshoz és Cedric holttestével visszatér a labirintus bejáratához.
Kitör a pánik a nézők közt, Harryt Mordon az irodájába rángatja. Ott derül ki, hogy Mordon valójában ifjabb Barty Kupor, aki megszökött az Azkabanból. Elárulja: ő dobta be Potter nevét a serlegbe és azért segített neki a versenyben, hogy eljusson Voldemorthoz. Mikor azonban megpróbálna végezni Harryvel, Piton, McGalagony és Dumbledore jelenik meg, és elfogják a Mordon alakját felvett halálfalót. Piton vallató szérumának köszönhetően megtudják, az igazi Mordont a szobában levő utazóbőröndben tartották fogva.
Év végén Dumbledore búcsúbeszédet mond Cedric Diggoryért, a másik két iskolai tanulói pedig elhagyják a Roxfortot. A tanév véget ér, ám néhány emberen kívül senki nem hisz Voldemort visszatérésében.

### Harry Potter és a Főnix Rendje
Harry Potter idén is a Dursley családnál tölti a nyári szünidőt. Egy alkalommal a játszótéren találkozik unokatestvérével és annak bandájával, akik piszkálni kezdik őt és megsértik néhai anyja emlékét. Harry erre pálcát szegez Dudley torkához, ám az ég besötétedik, majd vihar kezdődik. Dudley barátai elmenekülnek, Harry és unokatestvére egy híd alá futnak, ahol két dementor jelenik meg. Harrynek sikerül elkergetni őket a patrónusával, ám kuzinja sokkot kap. Otthon Vernon és Petunia Dursley azt hiszik, hogy Harry átkozta meg a fiukat. A varázslótanoncnak nincs is ideje magyarázkodni, amikor egy bagoly repül be a szobába a Mágiaügyi Minisztérium levelével, amelyben egy hivatalnok értesíti Harryt, hogy a kiskorúak bűbájgyakorlásáról szóló törvény megszegése miatt eltanácsolták a Roxfortból. Dudley szülei eközben autóba ültetik fiukat, és elviszik kivizsgáltatni. Nem sokkal később varázslók és boszorkányok érkeznek a házba, többek között Alastor Mordon, Remus Lupin, Kingsley Shacklebolt és Nymphadora Tonks, akikről később kiderül, hogy a Főnix Rendje tagjai és azért érkeztek, hogy elvigyék Harryt a Dursley-házból a Rend főhadiszállására. Közben Shacklebolt elárulja, hogy Dumbledore kiharcolt Harrynek egy hivatalos meghallgatást, ahol kivizsgálják az ügyét. Mikor seprűvel a Rend főhadiszállására repülnek, Harry meglepődve veszi tudomásul, hogy az Sirius Black háza. Harry találkozik Siriusszal, Hermionéval, Ronnal, és a Weasley család többi tagjával. Sirius elárulja keresztfiának, hogy Voldemort valami olyat keres, ami legutóbb nem volt a birtokában, és Harryvel kapcsolatos. A Rend tagjai azt is elmondják, hogy Cornelius Caramel, a mágiaügyi miniszter nem hiszi el Voldemort visszatértét, és a Reggeli Prófétát felhasználva bemocskolja Harryt és Dumbledore-t.
Másnap Harry Ron apjával, Arthurral megy el a Mágiaügyi Minisztériumba a meghallgatásra. A tárgyalást Cornelius Caramel vezeti a teljes Wizengamot, a Legfelsőbb Varázslóbíróság előtt. Dumbledore mint a védelem tanúja meggyőzi őket, és elsöprő többséggel felmentik Harryt. A tárgyalás után a diákok a Roxfort Expresszel utaznak a varázslóiskolába, ahol Harryt nagy meglepetés éri: a többség nem hiszi el neki, hogy Voldemort visszatért, viszont elhiszik a Reggeli Próféta róla és Dumbledore-ról terjesztett vádjait, sőt, azt gondolják, Harry gyilkolta meg Cedric Diggoryt. Cornelius Caramel eközben kinevezi egy hű emberét, az elvtelen és szadista hivatalnokot, Dolores Jane Umbridge-et Sötét Varázslatok Kivédése tanárnak és később Roxforti Főinspektornak. Ez utóbbi szerepkörében a Minisztérium nagy hatalmat biztosít Umbridge-nak, akinek első dolga ellenőrizni a tanárokat, majd oktatási rendeleteket ad ki, amelyben betilt mindent, ami nem felel meg a Minisztérium érdekeinek, és az ő tetszésének. A rendeletek betartásához nagy segítséget kap az iskola gondnokától, Argus Fricstől és a Főinspektori Különítménytől, amibe leginkább mardakárosok jelentkeznek. Umbridge eltávolítja Trelawney professzort az állásából, Dumbledore viszont megakadályozza, hogy a jóslástanárnőnek az iskolát is el kelljen hagynia. Umbridge az első óráján közli, hogy az óráin a gyerekek a Minisztérium döntése értelmében csak elméletben tanulhatnak és nem használhatnak védekező bűbájokat. Mikor Harry ezt badarságnak nevezi Voldemort visszatérésére és Cedric Diggory meggyilkolására hivatkozva, Umbridge fizikai fájdalmat okozó büntetőfeladatot ad neki.
Harry később az erdőben találkozik Luna Lovegooddal, aki thesztrálokkal játszik, szellemlovakkal, amelyeket csak olyanok láthatnak, akik már találkoztak a halállal. Luna elmondja, hogy ő és apja hisz Harrynek Voldemort visszatérésével kapcsolatban. Harry, Hermione és Ron beszél a Griffendél klubhelyiségének kandallójában megjelenő Siriusszal, aki elmondja, hogy Umbridge azért nem tanítja meg a diákokat defenzív bűbájok használatára, mert Cornelius Caramel félelme az, hogy Dumbledore magánhadsereget akar szervezni a Roxfort tanulóiból, hogy megtámadja a Minisztériumot és megbuktassa Caramelt. Sirius szerint a sorozatos eltűnések mögött Voldemort áll. Harry és Hermione ezért egy defenzív mágia-gyakorló szakkört szerveznek a Griffendél, a Hollóhát és a Hugrabug tanulói részére. Hermione elnevezi a szakkört Dumbledore Seregének, röviden DS-nek. Az egyik griffendéles, Neville Longbottom megtalálja a Szükség Szobáját, ahol a DS tagjai rejtetten tudnak gyakorolni. Harry a DS tagjai között megtalálja első szerelmét, a hollóhátas Cho Changet.
Egy éjszaka Harryre rémálom tör, egy hatalmas kígyó testében siklik a Mágiaügyi Minisztériumban, és megmarja Arthur Weasleyt. Mikor ezt jelenti Dumbledore-nak, a Főnix Rendje valóban félholtan talál rá Arthurra. Dumbledore úgy gondolja, hogy kapcsolat van Harry és az álom idején a kígyó testében lévő Voldermort elméje között, ezért látja a fiú azt, amit a Sötét Nagyúr is. Harry kénytelen Pitonnal okklumenciát gyakorolni, hogy ki tudja védeni ezeket a támadásokat Voldemorttól. Hagrid nemsokára visszaérkezik az iskolába, és elmondja a három barátnak, hogy Dumbledore megbízására megpróbálta rávenni az óriásokat, hogy álljanak a jó oldalra, de kudarcot vallott. Eközben Sirius tébolyult unokanővére, Voldemort leghűségesebb szolgálója, Bellatrix Lestrange további kilenc halálfalóval megszökik az Azkabanból. A Minisztérium a Reggeli Prófétán keresztül megpróbálja elhitetni a varázsvilággal, hogy Sirius szervezte meg a rabok tömeges kitörését, de ezt már nem mindenki hiszi el, így a roxforti diákok egy része bocsánatot kér Harrytől, hogy nem hittek neki.
A Veritaserum hatása alatt álló Cho  elárulja a DS-t, így Umbridge, Frics és a Főinspektori Különítmény be tud hatolni a szükség szobájába, és foglyul ejti Harryéket. Umbridge az igazgatói irodába viteti Harryt, ahol a miniszter, Cornelius Caramel szembesíti Dumbledore-t a DS létezésével. Az öreg igazgató azonban megvédi Harryéket azzal, hogy magára vállalja a csoport megalakítását. Caramel le akarja tartóztatni és az Azkabanba vitetni Dumbledore-t, de az igazgató Fawkes segítségével megszökik. Dumbledore szökése után Umbridge lesz a Roxfort igazgatónője.
Hagrid elviszi Harryt, Hermionét és Ront a Tiltott Rengetegbe, ahol bemutatja nekik óriás féltestvérét, Grópot, majd megkéri őket, hogy vigyázzanak rá. A gyerekek megígérik neki, ám Hagrid utána még hozzáteszi, hogy az erdőben élő kentaurok területét egyre csökkenti a Minisztérium, s ha ez így folytatódik, fel fognak lázadni. Egy okklumencia-különórán Piton becsmérelni kezdi Harry apját, mire a fiú belenéz Piton emlékeibe, amelyben az iskolás James Potter, Remus Lupin, Peter Pettigrew és Sirius Black megtámadják Pitont. Mikor visszatérnek a jelenbe, a tanár közli Harryvel, hogy nem tart neki több foglalkozást. Eljön az RBF-vizsga ideje, ám Fred és George tűzijátékok fellövésével megzavarja azt. Az ikerpár az eset után seprűn megszökik az iskolából. Harry jókedvét egy borzalmas látomás zavarja meg, amely során tanúja lesz, hogy Voldemort a Mágiaügyi Minisztériumban kínozza Siriust, ezért elhatározza, hogy odamegy kiszabadítani. Mivel csak Umbridge irodájából lehet szabadon hoppanálni, Dumbledore Seregének néhány tagja betör oda, ám megjelenik Umbridge a Főinspektori Különítménnyel és elfogja a DS-tagokat. Itt Umbridge és Piton beszélgetéséből Harry megtudja, hogy Cho egy szérum hatására árulta el őket. Harry és Hermione a Tiltott Rengetegbe csalják Umbridge-ot, ahol Gróp és a kentaurok elfogják az igazgatónőt. Közben a többiek kiszabadulnak a Főinspektori Különítmény karmai közül.
Harry, Ron, Hermione, Neville, Luna és Ginny thesztrálokkal elrepülnek a Minisztériumba. A Rejtély- és Misztériumügyi Főosztályra belépve jóslatokat találnak, ám mikor Harry megtalálja azt, amelyen a saját neve van, Bellatrix Lestrange és más halálfalók jelennek meg Lucius Malfoy parancsnoksága alatt. A csapat menekülni kényszerül, végül egy boltív elé érkeznek. A halálfalók Harry kivétel minden gyereket elfognak, így amikor Malfoy a jóslatot követeli Harrytől, az odaadja neki. Ekkor azonban Sirius Black érkezik a Főnix Rendje több tagjával, a jóslat pedig a földre esve megsemmisül. A halálfalók és a rendtagok harcolni kezdenek. Bellatrix egy gyilkos átokkal végez Siriussal, mire Harry a menekülő nő után rohan és megpróbálja megkínozni a Cruciatus-átokkal. Ekkor Voldemort jelenik meg, de mielőtt megölhetné Harryt, Dumbledore is odaér, és a két varázsló összecsap a Minisztérium átriumában. A Sötét Nagyúr, miután nem tudta legyőzni Dumbledore-t, megpróbálja Harryt az elméjén keresztül elpusztítani, ám a fiú kivédi a támadást. Végül Caramel és emberei bukkannak fel, Voldemort pedig eltűnik.
Újra Dumbledore lesz a Roxfort igazgatója, az újságok pedig kihirdetik Voldemort visszatérését.

### Harry Potter és a Félvér Herceg
Voldemort, aki egyre nagyobb fenyegetést jelent a varázs- és muglivilág számára, kiválasztja Draco Malfoyt egy titkos küldetésre. Perselus Piton leteszi a megszeghetetlen esküt Draco édesanyjának, Narcisszának, hogy vigyáz Dracóra, és teljesíti helyette a megbízatást, ha a fiúnak nem sikerül.
A 16 éves Harry elkíséri Albus Dumbledore-t az egykori roxforti bájitaltanprofesszor, Horatius Lumpsluck meglátogatására. Harry meggyőzésére Lumpsluck beleegyezik, hogy visszatérjen tanítani a Roxfortba. Dumbledore Harryt az Odúba viszi, ahol a fiú újra találkozik legjobb barátaival, Ron Weasleyvel és Hermione Grangerrel. A Roxfortban Harry és Ron kénytelenek az iskolától kölcsönkérni használt tankönyvet Lumpsluck professzor bájitaltanórájára, mivel nekik még nincsen sajátjuk. Harry példánya eredetileg egy magát Félvér Hercegnek nevező diáké volt, aki telefirkálta a könyvet: további utasításokat, varázsigéket és ajánlásokat jegyzett bele, amiknek a segítségével Harry a bájitalkészítés mesterévé válik. Ron lesz a Griffendél kviddicscsapatának őrzője, és közeli kapcsolatba kerül Lavender Brownnal, ami miatt aztán Hermione teljesen elkeseredik. Harry vigasztalja, és elárulja, hogy ő pedig Ron húgába, Ginny Weasleybe szeretett bele.
Miközben Harry Weasley-éknél tölti a karácsonyi szünidőt, Bellatrix Lestrange, Fenrir Greyback és más halálfalók megtámadják és felgyújtják az Odút. Az iskolába visszatérve Ron majdnem belehal abba, hogy mérgezett mézbort iszik, amit Lumpsluck Dumbledore-nak szánt. Lábadozás közben Hermione nevét mormolja, ami miatt Lavender szakít vele. Harryt egy mosdóban megtámadja Malfoy, de Harry súlyosan megsebesíti őt egy Sectumsempra-átokkal, ami a Félvér Herceg könyvéből származik. Piton megjelenik, és gyorsan meggyógyítja Malfoy sebesülését. Attól tartva, hogy a könyv további fekete mágiát tartalmaz, Ginny és Harry elrejtik a Szükség Szobájában, ahol aztán csókot váltanak.
Dumbledore megmutatja Harrynek a fiatal Tom Denemről szóló emlékeit, és elmondja, hogy Lumpsluck is tud róla valamit, de titkolja az egykori emléket, pedig az kulcsfontosságú Voldemort legyőzéséhez. Harry sikeresen megszerzi az emléket, amiből kiderül, hogy Tom Denem megtudta Lumpslucktól, hogyan kell készíteni horcruxot, vagyis olyan tárgyat, amibe egy varázsló a lelkének darabját helyezheti, hogy így tegyen szert halhatatlanságra. Voldermort hét horcruxot készített, ezek közül kettő, Tom Denem naplója és Rowle Gomold gyűrűje már megsemmisült. Miután Dumbledore megtudja, hogy hol található egy további horcrux, Harry és Dumbledore egy tengerparti barlangba utaznak, ahol Harry kénytelen Dumbledore-ral megitatni egy fájdalmat okozó bájitalt, ami egy horcruxot, egy medált rejt magában. Mikor Harry vizet próbál szerezni Dumbledore-nak, megtámadják a tó alatt rejtőző inferusok, amiktől a legyengült igazgató védi meg. Dumbledore Harryvel visszahoppanál a Roxfortba, ahol kiderül, hogy Malfoy egy volt-nincs-szekrény segítségével halálfalókat juttatott a kastélyba.
Dumbledore utasítja Harryt, hogy bújjon el, amikor Malfoy megérkezik, felfedve neki, hogy Dracót Voldemort arra szemelte ki, hogy őt, Dumbledore-t megölje. Ugyanakkor a mardekáros képtelen ezt megtenni, így a megérkező Piton egy halálos átokkal megöli Dumbledore-t. Harry megpróbálja megátkozni Pitont, de a tanár erősebb nála, és elárulja, hogy ő a Félvér Herceg, ezután Malfoy-jal és a halálfalókkal együtt elmenekül a birtokról. Harry visszatér az iskolába, ahol a tanárok és diákok Dumbledore-t gyászolják. Később elmondja Ronnak és Hermionénak, hogy a medál nem volt horcrux, hanem egy üzenetet tartalmaz egy R.A.B. monogramú embertől, aki azt állítja, hogy ő lopta el az igazi horcruxot azzal a szándékkal, hogy megsemmisítse. Ahelyett, hogy visszatérnének Roxfortba az utolsó tanévre, a három barát elhatározza, hogy megkeresik és megsemmisítik a még létező horcruxokat, mert csak így pusztíthatják el Voldamortot.

### Harry Potter és a Halál ereklyéi 1. rész
Dumbledore halálával a varázslóvilágban elszabadul a pokol: Voldemort a halálfalók segítségével; akik között a Dumbledore megölésével magát Voldemort első emberévé felküzdött Perselus Pitonon kívül előkelő helyet tölt be az ötödik filmben az Azkabanból elszökött, emberek Cruciatus-átokkal történő kínzására beteges késztetést érző Bellatrix Lestrange, az időközben kegyvesztetté vált Lucius Malfoy és családja, valamint a Mágiaügyi Minisztérium áruló politikusa Pius Thicknesse; elkezdi a saját embereinek kulcspozíciókba juttatásával előkészíteni a Mágiaügyi Minisztérium hatalmának megdöntését.
A Mágiaügyi Miniszter, Rufus Scrimgeour egy sajtótájékoztató során kijelenti, hogy a Minisztérium Voldemort és a halálfalók megerősödése ellenére is folytatja a harcot, és méltó ellenfele a Sötét Nagyúr hadseregének.
Perselus Piton megérkezik a Malfoy-kúriára, ahol tájékoztatja Voldemortot és a halálfalókat, hogy a Főnix Rendje hamarosan kimenekíti Harry Pottert a Privet Drive 4-ről. Voldemort saját kezűleg akar végezni a kiválasztottal, de mivel pálcáik magja ugyanaz, a Sötét Nagyúr nem tudja a saját pálcáját használni Harry megölésére. Ezért Voldemort megparancsolja Lucius Malfoynak, hogy adja át neki a pálcáját, mert azzal a feketemágus hite szerint végezni tud a fiúal.
A Főnix Rendje összegyűlik Dursleyék házában, és kimenekítik Harryt oly módon, hogy a Százfűlé-főzet segítségével hat Harry-klónt hoznak létre. Miközben az Odúba menekülnek repülve, rajtuk ütnek a halálfalók, és megölik Rémszem Mordont és Harry baglyát, Hedviget, megsebesítik George Weasleyt, valamint leütik Hagridot. Feltűnik Voldemort, és megpróbálja megölni Harryt, de a fiú pálcája egy hatalmas erejű ismeretlen bűbájjal megsemmisíti Lucius Malfoyét.
Rufus Scrimgeour, a Mágiaügyi Miniszter megérkezik az Odúba Albus Dumbledore végrendeletével, és átad a három barátnak néhány dolgot, amiket a néhai igazgató hagyott rájuk. Ron kapja Dumbledore önoltóját, Hermione a Bogar Bárd Meséi egy kötetét, míg Harry a cikeszt, amit első kviddicsmeccsén elkapott. Scrimgeour felfedi, hogy Dumbledore Griffendél Godrik kardját ugyancsak Harrynek szánta, de a miniszter azt állítja, hogy a kard nem Dumbledore tulajdona volt, így nem hagyhatta volna Harryre, és egyébként is eltűnt.
A halálfalók átveszik az uralmat a Mágiaügyi Minisztériumban és megkezdik a mugli születésű varázslók és boszorkányok üldözését, majd megtámadják a Főnix Rendjét. Harry, Hermione és Ron Londonba hoppanálnak, ahol halálfalók támadják meg őket egy kávézóban. Miután sikeresen kivédték a támadást, a Grimmauld tér 12-ben rejtőznek el. Itt rájönnek, hogy a hamis horcrux-medálon levő R.A.B. monogram Sirius Black öccse, Regulus Arcturus Black nevének rövidítése. Siportól, a Black-családot szolgáló házimanótól megtudják, hogy az eredeti medált ellopták. Sipor és Dobby megtalálják a tolvajt és kiszedik belőle, hogy a medál Dolores Umbridge-nál van. A Százfűlé-főzet segítségével a három barát bejut a Mágiaügyi Minisztériumba és megtalálják Umbridge-e. tHarry elkábítja, és sikeresen megszerzi tőle a medált. A minisztériumból való menekülés közben a trió véletlenül felfedi a Grimmauld tér 12-t egy halálfalónak.
Harrynek látomása van, amiben Voldemort Gregorovicsot, egy pálcakészítőt faggat egy pálcáról, amit sok éve egy fiú lopott el a pálcakészítő üzletéből. Ront elárasztják negatív érzelmei, ezért magára hagyja Harryt és Hermionét a vadonban. Ők elmennek Godric’s Hollowba, Harry szülőfalujába. Ott egy Bathilda Bircsók nevű öreg boszorkány az otthonába hívja őket, a két barát pedig követi őt abban a reményben, hogy a boszorkánynál van Griffendél kardja, amiről úgy hiszik, hogy el tudja pusztítani a horcruxokat. Amikor azonban Harry egyedül marad Bathildával, a fiút megtámadja Voldemort kígyója, Nagini, aki az asszonyban rejtőzött. Hermione kimenti Harryt, és egy erdőbe hoppanálnak. Hermione a menekülés során eltöri Harry pálcáját. Hermione Rita Vitrol Dumbledore-ról szóló rosszindulatú könyve segítségével kideríti, hogy a Harry látomásában szereplő tolvaj a nagyhatalmú feketemágus, Gellert Grindelwald.
Aznap este az őrködő Harry egy őzsuta alakú patrónust lát, ami elvezeti őt egy befagyott tóhoz, amelynek alján a fiú meglátja Griffendél kardját. Harry betöri a jeget, és beugrik, hogy elérje a kardot. A nyaka körül hordott horcrux megpróbálja megfojtani, de a visszatérő Ron odaér és megmenti. Ezután Harry kényszeríti a medált, hogy nyíljon ki, Ron pedig megsemmisíti a horcruxot a karddal. A trió meglátogatja Luna Lovegood apját, Xenophilius Lovegoodot, hogy értesüléseket szerezzenek egy olyan jelképről, amellyel útjuk során többször is találkoztak. Lovegood elmagyarázza nekik, hogy a jel a Halál Ereklyéit jelképezi: a Pálcák Urát, a Feltámadás Kövét és a Láthatatlanság Köpönyegét. Lovegood elárulja őket a halálfalóknak, hogy visszaszerezhesse túszul ejtett lányát. Harry látomásában Voldermort megtudja Grindelwaldtól, hogy az Pálcák Ura Dumblemore-ral együtt annak sírjában fekszik.
A trió, miközben a halálfalók elől menekülnek, fejvadászok fogságába esik. A Malfoy-kúriára viszik őket, aholBellatrix Lestrange Harryt és Ront egy pincébe záratja, ahol már hárman raboskodnak: Luna Lovegood; Ollivander, a pálcakészítő és egy Ampók nevű kobold. Bellatrix kínvallatásnak veti alá Hermionét, hogy megtudja, hogyan szerezték meg Griffendél kardját. A pincében feltűnik Dobby, hogy megmentse őket, elviszi Ollivandert és Lunát, majd lefegyverzi a pincét őrzőPeter Pettigrew-t. Ezután Harryék egy rövid csatában legyőzik Lucius, Narcissa és Draco Malfoyt, valamint Bellatrix Lestrange-et. Bellatrix egy tőrt hajít Dobbyra, akinek még sikerül biztonságos helyre juttatnia a triót és Ampókot, de a sérülésbe belehal. Harry eltemeti a házimanót. Voldemort feltöri Dumbledore sírját és kiveszi onnan a Pálcák Urát.

### Harry Potter és a Halál ereklyéi 2. rész
Voldemort megszerezte a világ legerősebb varázspálcáját, a Pálcák Urát Albus Dumbledore sírjából. Harry Potter, miután eltemette Dobbyt, a szabad házimanót; megkéri a goblint, Ampókot, hogy segítsen neki és barátainak betörni Bellatrix Lestrange széfjébe a Gringottsban, mivel azt sejti, hogy Voldemort ott rejtett el egy horcruxot. Ampók beleegyezik, hogy segít, de csak Griffendél kardjáért cserébe. A hármas bejut a Gringottsba, Bellatrix széfjében Harry megtalálja a horcruxot, ami Hugrabug Helga pohara. Ampók elragadja Griffendél kardját és cserben hagyja őket. A biztonsági őrök elől egy általuk kiszabadított sárkány hátán menekülnek el. Harry látomást lát, amely szerint Voldemort goblinokat gyilkol, mert megtudja, hogy Harry megszerezte Hugrabug poharát. Harry arra is rájön, hogy a Roxfortban van egy horcrux, aminek valahogyan köze van Hollóháti Hedvighez.
A trió Roxmortsba hoppanál, ahol Dumbledore professzor öccse, Aberforth segít nekik megtalálni Neville Longbottomot, aki egy titkos átjárón keresztül elvezeti őket Dumbledore Seregéhez. Az igazgatóként tevékenykedő Perselus Piton megtudja, hogy Harry Roxmortsba ért, és összehívja az összes diákot a nagyterembe, ahol megfenyegeti őket, hogy Harry minden egyes támogatójára büntetés vár. Harry a Főnix Rendjével és Dumbledore Seregével behatol a nagyterembe, ahol szembeszáll Pitonnal. Amikor az igazgató meg akarja átkozni, McGalagony professzor párbajozik Pitonnal, aki elmenekül. McGalagony előkészíti Roxfortot a csatára. Luna Lovegood unszolására Harry beszél Hollóháti Heléna szellemével, és megtudja tőle, hogy Voldemort horcruxszá változtatta édesanyja diadémját, és a Szükség Szobájában helyezte el. A Titkok Kamrájában Hermione elpusztítja a horcrux-poharat, majd megcsókolja Ront. A Szükség Szobájában Malfoy és talpnyalói megtámadják Harryt, de Ron és Hermione közbeavatkoznak. Monstro táltostűzzel akarja elpusztítani a triót, de nem tudja kordában tartani a tüzet, és elpusztul, Harry és barátai azonban megmentik Malfoyt és Zabinit. A diadém megsemmisül a táltostűzben.
Amint Voldemort erői támadnak, Harry, aki belelát Voldemort fejébe, rájön, hogy Voldemort és Nagini, az utolsó horcrux a csónakházban vannak. Miután bejutnak a csónakházba, mindhárman hallják, amint Voldemort azt mondja Pitonnak, hogy az Pálcák Ura csak akkor fogja Voldemortot szolgálni, ha Piton meghal, majd megparancsolja Nagininek, hogy ölje meg a bájitaltantanárt. Mielőtt meghalna, Piton odaadja Harrynek az emlékeit. A roxforti felfordulásban a halálfalók megölik Fred Weasleyt, Lupint és Tonksot. Harry megtudja Piton emlékeiből, hogy Piton szerelmes volt Harry néhai édesanyjába, Lilybe. Piton Lily iránti mély érzései miatt segített titokban Dumbledore-nak, hogy megvédjék Harryt Voldemorttól. Harry azt is megtudja, hogy Dumbledore Piton keze általi halála kettejük közös terve volt, és hogy a patrónus őzsutát, amely az erdőben a kardhoz vezette, Piton küldte. Harry rájön, hogy ő maga is horcruxszá vált, amikor Voldemortnak először nem sikerült őt megölnie, és hogy neki magának is meg kell halnia, hogy Voldemort benne lakozó része meghaljon. Harry elmegy a Tiltott Rengetegbe, mert elfogadja, hogy meg kell halnia Voldemort keze által. Az erdőben előveszi az aranycikeszt, amiből kiesik a Feltámadás Köve. Harry röviden beszél már meghalt szeretteivel, mielőtt Voldermort elé járulna. Voldemort halálos átkok küld Harryre, akinek, miközben élet és halál között lebeg, Dumbledore szelleme elmagyarázza, hogy Voldemortnak a Harryben levő részét megölte a Voldemort által küldött halálos átok. Mivel Voldemort megölte a Harryben lévő horcruxot, a fiú visszatérhet, hogy végezzen Voldemorttal – és ezt is választja.
Voldemort mindenkivel tudatja Harry látszólagos halálát a Roxfortban, és világossá teszi, hogy bárki, aki ennek ellentmond, meghal. Neville ellenáll Voldemortnak, és drámaian fogalmazza meg, hogy Harry tovább él a szívükben. Harry felfedi, hogy él, és párbajozik Voldemorttal. Általános csatározás tör ki, miután Neville előhúzza Griffendél kardját a Teszlek Süvegből, és lefejezi vele Naginit, ezzel halandóvá téve Voldemortot. Molly Weaseley gyermekei védelmében megöli Bellatrix Lestrange-et a nagyteremben. Harry és Voldemort csatájának végső jelenetében Harry lefegyverző varázsigéje visszafordítja Voldemort halálos átkát és megsemmisíti a Sötét Nagyurat. A csata után Harry elmondja Ronnak és Hermionénak, hogy az Pálcák Ura azért ismerte fel őt mint igazi urát, mert lefegyverezte Draco Malfoyt, aki korábban lefegyverezte korábbi tulajdonosát, Dumbledore-t – ez megmagyarázza, miért nem ölte meg a pálca Harryt Voldemorttal folytatott utolsó párbajában. Harry eltöri és egy szakadékba hajítja a pálcát, elutasítva a hatalmat, amelyet a pálca kínál.
Tizenkilenc évvel később Harry és Ginny Potter, Ron és Hermione Weasley valamint Draco és Astoria Malfoy büszkén nézik, amint gyerekeik a Roxfortba indulnak a King’s Cross vasútállomásról. A film utolsó képsora a három főszereplő mosolygó arcát mutatja.

## Összevetése a forrással

### Kimaradt szereplők

#### Harry Potter és a bölcsek köve
- Piers Polkiss
- Arabella Figg
- Hóborc
- Cuthbert Binns professzor
- Ronan
- Goron

#### Harry Potter és a Titkok Kamrája
- Cuthbert Binns professzor
- Hóborc

#### Harry Potter és az azkabani fogoly
- Cedric Diggory
- Cho Chang
- Hóborc
- Pomona Bimba professzor

#### Harry Potter és a Tűz Serlege
- Vernon Dursley
- Petunia Dursley
- Dudley Dursley
- Molly Weasley
- Charlie Weasley
- Bill Weasley
- Percy Weasley
- Dobby
- Winky
- Ludo Bumfolt
- Bellatrix Lestrange
- Rodolphus Lestrange
- Rabastan Lestrange
- Avery
- Bertha Jorkins
- Hóborc

#### Harry Potter és a Főnix Rendje
- Marietta Edgecombe
- Firenze
- Rita Vitrol

Az utolsó három filmből nem maradtak ki fontos szereplők.

### Eltérések a filmek és a könyvek között

#### Harry Potter és a bölcsek köve
- A könyv elején Vernon Dursley munkába megy, és dühöngve veszi észre a Voldemort eltűnését ünneplő varázslókat, valamint a mugli tévéhíradóban is figyelmes lesz a furcsa eseményekre; a film viszont Dumbledore érkezésével indít a Privet Drive-ra.
- Draco Malfoy nem jelenik meg az Abszol Úton.
- A Teszlek Süveg jelenetét megkurtították: a fejfedő nem énekel és csak a főbb szereplőket osztja be a házakba, McGalagony nem ABC-sorrendben hívja ki a diákokat.
- A roxforti szellemek csak röviden jelennek meg a filmben és nem kapnak szöveget.
- Dumbledore évnyitó beszédében nem hangzanak el a Filkó! Pityer! Varkocs! Dzsúzli! szavak és az iskola indulója is kimarad.
- Az első repülésórán Neville az egyetlen, aki azt csinálja, amit a tanár kért. A könyvben Neville még a sípszó előtt elrepül.
- Malfoy nem hívja ki párbajra Harryt, akkor találnak rá a tiltott folyosóra, amikor Hermione megmutatja Harrynek és Ronnak James Potter kviddicskupáját.
- Oliver Wood a könyvben Flitwick óráján vesz részt, amikor McGalagony kihívja, hogy bemutassa neki Harryt; a filmben ezzel szemben Mógusén.
- A Griffendél és a Hugrabug kviddicsmeccse kimarad a filmből, Mógus rögtön a Mardekár elleni meccsen próbálja megbabonázni Harry seprűjét, Piton nem jelentkezik játékvezetőnek.
- Kimarad a jelenet, amikor Harry és Hermione megpróbálják kicsempészni Hagrid sárkányát, Norbertet az iskolából; Malfoy rögtön akkor jelenti fel őket, amikor először mennek el éjszaka meglátogatni Hagridot és megtalálják nála a sárkányfiókát. A könyvben Neville, míg a filmben Ron megy büntetőmunkára a Tiltott Rengetegbe.
- A kentaur Firenze külseje megváltozott a könyvhez képest (ott szőke hajú, kék szemű és pej szőrű; a filmben ezzel szemben fekete hajú, sárga szemű és sötét szőrű).
- A bölcsek kövét őrző akadálysorozatból kimarad Mógus és Piton védővarázslata (a troll és a bájitalok). Ez logikailag következetlen, ugyanis Hagrid korábban azt mondja a filmben, hogy Piton segített megvédeni a követ.
- Ahol Harry hozzáér Mógushoz, ott a könyvben égési sérülések keletkeznek, míg a filmben kővé változik és elporlad. Újabb következetlenség: Harry a filmben látja Mógus halálát, így a harmadik filmben látnia kellene a kocsikat húzó thesztrálokat. (A könyvben már Mógus halála előtt elájul.)
- Már az első évben látnia kéne a thesztrálokat, mert a filmben (Piton emléke szerint )látja ahogy a szülei meghalnak.
- A könyvben Harry akkor ájul el, amikor Mógushoz ér, a filmben ezzel szemben akkor, amikor a Mógus testéből távozó Voldemort átrepül rajta. A könyvben a megérkező Dumbledore távolítja el Mógust Harryről, a filmben az már a fiú ájulása előtt meghal.
- Kimarad a filmből, hogy Fred és George Weasley egy vécédeszkát küldenek Harrynek.

#### Harry Potter és a Titkok Kamrája
- Lerövidítették a Borgin & Burkes-ben játszódó jelenetet: a könyvvel szemben Harry nem hallgatja ki Lucius és Draco Malfoy beszélgetését a boltossal, csak azt látja, amikor a fiatalabb Malfoy megveteti magának a Dicsőség Kezét.
- Kimaradt a filmből, hogy Ronnak büntetésből le kell súrolnia a Trófeaterem palettáit, ahol a könyvben először találkozhatunk Tom Denem nevével.
- Kimaradt a filmből Félig Fej Nélküli Nick Kimúlásnapi Partija, valamint Frics kviblisége.
- Kimaradt a filmből, hogy Ginny Valentin-napi üdvözletet küld Harrynek.
- Kimaradt a filmből Lockhart Valentin-napi bolondozása.
- A könyvben a filmből kimaradt Binns professzor mondja el a diákoknak a Titkok Kamrája történetét, a filmben ezzel szemben McGalagony.
- A könyvben tanári engedélyre van szükség a Százfűlé-főzet receptjének megszerzéséhez (ott a félrevezetett Lockhart írja alá), a filmben ezzel szemben Hermione minden felhajtás nélkül kiveszi a könyvtárból a receptet tartalmazó könyvet.
- Ernie MacMillan szerepét jelentősen lecsökkentették a könyvhöz képest.

#### Harry Potter és az azkabani fogoly
- A könyv elején Harry egy házidolgozatot ír a középkori boszorkányüldözésekről, a filmben viszont ehelyett varázsigéket gyakorol a takarója alatt.
- Kimarad a filmből, hogy Hermione, Ron és Hagrid tortákat és ajándékokat küldenek Harrynek.
- Kimarad a filmből McGalagony professzor levele Harrynek.
- A film készítői beiktattak egy a Kóbor Grimbuszon található beszélő, zsugorított fejet.
- A könyvben Hagrid küldi el Harrynek bagollyal a Szörnyek Szörnyű Könyvét, míg a filmben Cornelius Caramel adja oda neki a könyvet a Foltozott Üstben.
- Kimarad a filmből, hogy Arthur Weasley megnyer egy nyereménysorsolást.
- Kimaradnak a filmből Harry tevékenységei az Abszol Úton.
- A mumus különböző alakokat vesz fel a filmben és a könyvben, valamint néhány gyerek mumusa ki is marad.
- A könyvben Lupin professzor egyáltalán nem engedi Harryt a mumus elé, a filmben viszont csak akkor tereli el a lény figyelmét, amikor az dementorrá változik.
- A filmben csak egy kviddicsmecs szerepel, amelyiken Harryt megtámadják a dementorok és a seprűje eltörik.
- Sir Cadogan, a féleszű lovag szerepét nagymértékben lecsökkentették, a Griffendél-torony őrzését sem bízzák rá.
- Kimarad a filmből Sirius Black második behatolási kísérlete Roxfortba, amely során a könyvben megtámadja Ront.
- A filmben Harry észreveszi Peter Pettigrew nevét a Tekergők Térképén, és utánamegy, hogy megkeresse, a könyvben ezzel szemben csak Lupin veszi észre a nevet.
- A filmben kevesebb részlet derül ki James Potter, Sirius Black, Remus Lupin és Peter Pettigrew barátságáról, mint a könyvben. Nem tudjuk meg többek között animágussá válásuk történetét, Piton irántuk érzett heves gyűlöletének okát, valamint hogy ők készítették a Tekergők Térképét.
- A filmben nem derül ki, hogyan szökött meg Sirius az Azkabanból.
- Amikor Harry és Hermione visszautaznak az időnyerő segítségével a múltba, a lány a könyvben csak passzív megfigyelő, a filmben viszont tevékenyen részt vesz a múlt megváltoztatásában: egy kaviccsal megdobja Harryt, hogy figyelmeztesse a közelgő Mágiaügyi Miniszterre, később pedig farkasüvöltést utánozva becsalja az erdőbe a vérfarkassá változott Lupint.
- A könyvben a kutyává változott Sirius kergeti be a Tiltott Rengetegbe a vérfarkassá változott Lupint, a filmben ezzel szemben a szörnyeteg legyőzi Siriust, és Hermione csalja be az erdőbe Lupint farkasüvöltést színlelve, ahol Csikócsőr menti meg őt és Harryt a vérfarkas támadásától.
- A filmben Harry az iskolaév végén kapja Siriustól a Tűzvillámot, a könyvben ezzel szemben karácsonyra küldi neki névtelenül a seprűt, McGalagony és Flitwick pedig hosszan nyomoznak utána, hogy ki küldte és ül-e rajta átok.

#### Harry Potter és a Tűz Serlege
- Harry a filmben álmában nem csak Voldemortot és Féregfarkat, hanem ifj. Barty Kuport is látja.
- A Kviddics Világkupa döntőjén csak nagyon kevés látható a meccsből.
- A könyvben Harryék a díszpáholyban ülnek a meccs alatt, a filmben viszont a stadion "legrosszabb" részén.
- A könyvben a Durmstrang és a Beauxbatons diákjai és igazgatói csak október végén érkeznek meg Roxfortba, a filmben ezzel szemben rögtön a megnyitó napján.
- A Durmstrang és a Beauxbatons iskolák ugyanúgy koedukáltak, mint a Roxfort. Ennek ellenére a filmben úgy mutatják be, mintha a Durmstrang fiúiskola, a Beauxbatons pedig kizárólag lányiskola lenne.
- Kimaradnak a filmből Hagrid legendás lények gondozása-órái és a durrfarkú szurcsókok.
- Hermione a könyvben tudja a harmadik Főbenjáró Átkot, a filmben viszont nem.
- Mivel kimaradnak a történetből a házimanó szereplők, Hermione nem alapítja meg a M.A.J.O.M.-ot.
- A könyvben Dobby adja a varangydudvát Harrynek, a filmben viszont a házimanó szerepének kihagyása miatt Neville.
- Nigel karakterét a filmhez alkották meg, egyik könyvben sem jelenik meg.
- Hozzáadtak egy, a könyvben nem szereplő jelenetet a filmhez, amely során Dumbledore, Piton és McGalagony vitatkoznak azon, hogy engedjék-e Harryt versenyezni a Trimágus Tusán.
- Rita Vitrol sokkal kevesebb szerepet kap a filmben, mint a könyvben: kimarad a cikke Hagrid félóriás származásáról és arra sem derül fény, hogy bejegyzetlen animágus.
- Sirius Black jóval kevesebb szerepet kap a filmben, mint a könyvben, kimarad többek között roxmortsi találkozása Harryvel, Hermione-val és Ronnal.
- Frics komikus figurává válik a filmben: mindhárom próbán még Dumbledore jelzése előtt elsüti az ágyút.
- A filmben Ron üzen Hermione-val Harrynek, hogy Hagrid találkozni szeretne vele, a könyvben maga a vadőr keresi fel a fiút.
- Az első próba látványosabb, mint a könyvben: a Magyar Mennydörgő elszakítja a láncait és körbekergeti Roxfort körül Harryt.
- A könyvvel ellentétben a filmben nem tudjuk meg, hogyan teljesítette a többi versenyző az első próbát.
- Hozzáadtak egy, a könyvben nem szereplő jelenetet a filmhez, amely során McGalagony professzor tanítja Ront táncolni.
- Padma Patil a könyvben a Hollóhát, a filmben viszont a Griffendél tanulója.
- Kimarad a filmből Karkarov és Piton beszélgetése a sötét jegyről.[pontosabban?]
- Id. Barty Kupor holttestét megtalálják a filmben.
- A filmben csak Karkarov tárgyalása látható, nem kerül sor ifj. Barty Kupor és Bellatrix, valamint Rodolphus és Rabastan Lestrange külön tárgyalására.
- A filmben nem szerepelnek a dementorok.
- A harmadik próbán a labirintusban nincsenek szörnyek, a labirintust alkotó sövény támad ágaival a bajnokokra.
- Voldemort szemei a filmben kékek, szemben a könyvben hangsúlyozott vörössel.
- Nem az összes, a könyvben megemlített halálfaló szerepel a filmben.
- Voldemort a filmben nem kínozza meg az egyik halálfalót, Averyt.
- Mivel Bertha Jorkins karaktere kimarad a filmből, Voldemort magától jut hozzá az információkhoz, hogy Roxfortban megrendezik a Trimágus Tusát, valamint hogy ifj. Barty Kupor szabadlábon van és még mindig Voldemort hűséges híve.
- A filmből nem derül ki, hogyan szökött meg ifj. Barty Kupor az Azkabanból és utána miként jutott el Voldemorthoz.
- A filmből nem derül ki, hogy Karkarov megszökött, amikor felizzott a karján a Sötét Jegy.
- Kimarad a filmből, hogy ifj. Barty Kupor megkapja a dementorcsókot, valamint az a jelenet, ahol Cornelius Caramel elfordul Dumbledore-tól és nem hiszi el Voldemort visszatértét.

#### Harry Potter és a Főnix Rendje
- A könyv azzal kezdődik, hogy Harry Dursleyék kertjében összekap Vernon bácsival, a film ezzel szemben a játszótéri jelenettel indít.
- Mrs. Figgnek jelentősen kevesebb szerepe van a filmben, mint a könyvben, arról sem szerzünk tudomást, hogy Mundungus Fletcher feladata lett volna Harry figyelése.
- A könyvhöz képest lényegesen lerövidül az a jelenet, ahol Vernon és Petunia Dursley szidják Harryt a dementortámadás miatt.
- Kimarad Dumbledore Petunia Dursleynek intézett rivallója.
- A könyvben Dursleyék csak a dementortámadást követő negyedik napon távoznak a Privet Drive-ról és a Főnix Rendje aznap este menti meg Harryt, a filmben ezzel szemben rögtön Harry és Dudley hazaérkezése után bekövetkeznek a fenti események.
- Kimarad a filmből, hogy Tonks félrevezeti Dursleyékat az Országos Kiskertigyep Szépségverseny döntőjéről szóló levéllel, hogy a muglik elhagyják a házat.
- A Főnix Rendjének kevesebb tagja van, mint a könyvben.
- A Főnix Rendjének tagjai nem beszélgetnek Harryvel Dursleyék házában.
- A Főnix Rendje és Harry a könyvben a felhők felett repülnek, hogy senki se lássa őket, a filmben ezzel szemben a Temze felett repülnek és a hajókat kerülgetik.
- A Black-ház nincs olyan részletesen bemutatva, mint a könyvben: kimarad a nagytakarítás és Mrs. Black portréja.
- Perselus Piton és Minerva McGalagony nincsenek megemlítve a filmben mint a Főnix Rendjének tagjai.
- Sipornak lényegesen kevesebb szerepe van a filmben, mint a könyvben.
- Nem nevezik meg Fred és George új találmányát, a telefület.
- Ron és Hermione a filmben nem lesznek prefektusok.
- Harry fegyelmi tárgyalása rövidebb a filmben, mint a könyvben, Amelia Bones karaktere nincsen részletezve.
- Kimarad a filmből Mrs. Weasley mumusa.
- Kimarad a filmből a Rend tagjai és a gyerekek elindulása a King's Cross pályaudvarra.
- Hozzáadtak a filmhez egy, a könyvben nem szereplő jelenetet, amelyben Voldemort feltűnik egy pillanatra Harrynek a Kings Cross-on a Roxfort Expressz indulása előtt.
- Kimaradnak a filmből a vonatút eseményei.
- A filmben nem kerül megemlítésre Xenophilius Lovegood magazinja, a Hírverő.
- Kimarad a filmből a kviddics, így se Ron, se Ginny nem kerülnek be a Griffendél csapatába, Angelina Johnson pedig nem lesz kapitány.
- Trelawney professzor órái nem kerülnek részletezésre a filmben.
- Kevésbé vannak részletezve Fred és George találmányai, a Maximuláns szerek (nevük sem hangzik el). Kimarad az ikrek kísérletezése különböző tablettákkal a Griffendél klubhelyiségében.
- Kimarad a filmből több roxforti tanóra, többek között McGalagony, Flitwick, Bimba, Suette-Pollts, Hagrid és Binns órái, valamint Piton óráinak egy része.
- Kimarad a filmből Umbridge óralátogatásainak zöme, köztük a látogatások McGalagonynál, Suette-Polltsnál és Hagridnál.
- Kimaradnak a filmből a Hermione által megbűvölt, a DS tagjai közötti kommunikációra használt hamis galleonok.
- Kimarad a filmből a Szent Mungó Varázsnyavalya- és Ragálykúráló Ispotály.
- Kimarad a filmből Rita Vitrol interjúja.
- Argus Frics és a Főinspektori Különítmény lényegesen kevesebb szerepet kap a filmben a könyvhöz képest.
- A könyvben Marietta Edgecombe, a filmben viszont a Veritaserum hatása alatt álló Cho Chang árulja el a DS-t.
- Dumbledore szökése megrövidül (nem derül ki például, hogy Dawlish keresztneve John valamint, hogy Dumbledore emlékszik rá, és tanulmányaira), és megváltozik (a jelenlévők nem vesztik el az eszméletüket).
- Nagy változáson ment keresztül Piton emléke, amelyben James Potter, Sirius Black, Remus Lupin és Peter Pettigrew zaklatják Pitont: kimarad Lily Evans karaktere, nem szerepel az RBF vizsga és az emléket más vonatkozásokban is megkurtították. Harry a könyvben Piton merengőjében látja az emléket, a filmben ezzel szemben az egyik okklumenciaórán behatol a professzor agyába.
- Kimarad a filmből a pályaválasztási tanácsadás.
- Megváltozott a Weasley ikrek szökése: a könyvben két balhét csinálnak, és csak az egyik folyosó mocsárrá változtatása után menekülnek el, míg a filmben csak a tűzijátékokat lövik fel, és utána rögtön elrepülnek. A szökésre a könyvben a vizsgák előtt, a filmben viszont a vizsgák közben kerül sor.
- A filmben nem részletezik az RBF-vizsgákat.
- Kimarad a filmből McGalagony megátkozása és Hagrid elüldözése.
- Harry nem lép kapcsolatba a Grimmauld tér 12-vel a filmben.
- Bellatrix Lestrange a filmben nem kínozza meg Neville-t a Cruciatus-átokkal.
- A könyvben Dumbledore a halálfalók ellen is küzd, a filmben ezzel szemben csak Voldemort megjelenésekor tűnik fel.
- Dumbledore nem beszél a filmben a jóslatról. A jóslat fontossága jelentősen lecsökken.

#### Harry Potter és a Félvér Herceg
- Kimarad a jelenet, amelyben Cornelius Caramel és Rufus Scrimgeour beszélnek a mugli miniszterelnökkel.
- Lerövidül a Piton házában játszódó jelenet.
- A könyvben Dumbledore a Dursley-házban találkozik Harryvel, és beszélget Dursleyékkel, a filmben viszont egy metróállomáson találkozik a fiúval és onnan hoppanálnak.
- Harry és barátai nem kapják meg hivatalosan az RBF-eredményeiket a filmben.
- Kimarad a Madam Malkin talárszabászatában játszódó jelenet.
- A könyvben Draco Malfoy egyedül megy a Zsebpiszok közbe, a filmben anyjával együtt.
- A Roxfort Expresszen Harry nem kap meghívást Lumpslucktól (a vonaton lezajló vacsora nem is szerepel a filmben).
- Ron és Hermione nem prefektusok a filmben.
- A könyvben egyértelműen kiderül, hogy Harry a kviddicscsapat kapitánya lett, a filmben minden bevezetés nélkül lesz kapitány.
- A könyvben Tonks, míg a filmben Luna találja meg Harryt a vonaton.
- Kimaradnak a filmből Piton SVK-órái.
- Kimarad Dumbledore emléke a Gomoldokról, Hókiról és Voldemort SVK-tanári ambícióiról.
- A halálfalók a könyvben nem jelennek meg az Odúban, míg a filmben felgyújtják azt.
- Kimarad a filmből a hoppanálási tanfolyam.
- Kimarad a filmből a manónyomozás.
- Kimarad Harry és Trelawney professzor találkozása.
- A könyvben még Dumbledore sem tud hoppanálni a Roxfortban, a filmben viszont igen.
- A könyvben a halálfalók csatáznak a Főnix Rendjével és Dumbledore Seregével, a filmben viszont nem ütköznek ellenállásba.
- Kimarad a filmből Dumbledore temetése.

#### Harry Potter és a Halál ereklyéi 1. rész
- Lerövidül a Dursley-házban játszódó jelenet.
- A könyvben Pius Thicknesse egy Yaxley nevű halálfaló Imperius-átka alatt áll, míg a filmben saját akaratából szolgálja Voldemortot.
- A filmben kevesebbet tudhatunk meg Dumbledore előéletéről, mint a könyvben.
- A filmben Grindelwald elárulja Voldemortnak, hogy hol van a Pálcák Ura, a könyvben nem teszi ezt, és Voldemort megöli őt.
- Lerövidül a Malfoy-kúrián játszódó jelenet.
- A könyvben Féregfarkot megöli Voldemorttól kapott mágikus ezüstkeze, míg a filmben Dobby elkábítja, és további sorsáról nincs tudomásunk.

#### Harry Potter és a Halál ereklyéi 2. rész
- Ellentétben a könyvvel Ollivander tud a Halál mindhárom ereklyéjéről, nemcsak a Pálcák Uráról.
- Mikor Harryék hoppanálnak Roxmortsban, megszólal a riasztóbűbáj, de csak halálfalók jelennek meg rögtön, dementorok utána nem érkeznek, így Harrynek nem kell patrónust megidéznie, Aberfoth Dumbledore-nak sem kell a saját patrónusával félrevezetnie a halálfalókat, egyszerűen csak behívja gyorsan a házába Harryéket.
- Aberfoth nagyon keveset mond csak a filmben Dumbledore-ról és a családjukról, azt is nagyon érthetetlenül, Grindelwald-ról pedig nem is esik szó.
- Miután kitudódik, hogy Harryék Roxmortsban jártak, Piton az egész iskolát összehívja a nagyterembe, itt kerül sor a McGalagonnyal való párbajára és futására is.
- A roxforti csatából teljesen kimaradtak a kentaurok, Gróp, Csikócsőr, a thesztrálok, Sipor és a házimanók is.
- Kimarad Fred Weasley halála, a filmben Ron csak a Nagyteremben tudja meg, hogy bátyja meghalt.
- Voldemort nem a Szellemszálláson, hanem a Csónakházban öli meg Pitont.
- A King's Cross-on Dumbledore és Harry között nem esik szó a Halál ereklyéiről.
- Narcissa Malfoy a film szerint amikor Harry kiesett Hagrid kezéből akkor ő és a családja elmentek, míg a könyv szerint a csata után is ott vannak
- Harry és Voldemort végső csatáját a Roxfort egész területére terjesztették ki, ráadásul nem mindenki előtt. Harry győzelme előtt nem mond el mindent világosan Voldemortnak.
- Harry a végén kettétöri a bodzapálcát és beledobja egy szakadékba, míg a könyvben visszateszi Dumbledore sírjába.

## Zenéje
Négy zeneszerző dolgozott a Harry Potter-sorozaton:
- John Williams (Harry Potter és a bölcsek köve, Harry Potter és a Titkok Kamrája, Harry Potter és az azkabani fogoly)
- Patrick Doyle (Harry Potter és a Tűz Serlege)
- Nicholas Hooper (Harry Potter és a Főnix Rendje, Harry Potter és a Félvér Herceg)
- Alexander Desplat (Harry Potter és a Halál ereklyéi 1. rész, Harry Potter és a Halál ereklyéi 2. rész)

(Bővebben a zeneszerzőkről a Harry Potter (filmsorozat)#Zeneszerzők alatt)
Az első és második film témái között sok vidám van, és csak néhány baljóslatú jön elő. A harmadik film zenéjének hangszerelése határozottan középkori hatásokat mutat. A történések egyre sötétebb jellegét követve a zene is egyre vészjóslóbb a későbbi filmekhez készült hanganyagoknál.
A sorozat főtémája a John Williams által az első filmhez komponált Hedwig's Theme, amely mindegyik film zenéjében előfordul különböző variációkban. Patrick Doyle, Nicholas Hooper és Alexander Desplat megtartották Williams egyes témáit, és hozzáadták sajátjaikat. Az Amerikai Filmintézet 2005-ös minden idők legjobb 250 hanganyaga listáján John Williams2001-ben a Harry Potter és a bölcsek kövéhez komponált filmzenéjét a 101. helyre sorolták.
A második film zenéjén Williams egyéb elfoglaltságai miatt sokat dolgozott William Ross is, később, a stúdióbeli felvételkor pedig ő is vezényelte a soundtracket. Az első három, illetve utolsó kettő film hangszerelője Conrad Pope.
A hanganyagok kereskedelmi forgalmazását jellemzően a film bemutatója előtti napon kezdték meg.

### Tracklisták

#### Harry Potter és a bölcsek köve
Az összes szám szerzője John Williams. 
| 1.  | Prologue                                                     | 2:12 |
| 2.  | Harry's Wondrous World                                       | 5:21 |
| 3.  | The Arrival of Baby Harry                                    | 4:25 |
| 4.  | Visit to the Zoo and Letters from Hogwarts                   | 3:23 |
| 5.  | Diagon Alley and the Gringotts Vault                         | 4:06 |
| 6.  | Platform Nine-and-Three-Quarters and the Journey to Hogwarts | 3:14 |
| 7.  | Entry into the Great Hall and the Banquet                    | 3:42 |
| 8.  | Mr. Longbottom Flies                                         | 3:35 |
| 9.  | Hogwarts Forever! and the Moving Stairs                      | 3:47 |
| 10. | The Norwegian Ridgeback and a Change of Season               | 2:47 |
| 11. | The Quidditch Match                                          | 8:29 |
| 12. | Christmas at Hogwarts                                        | 2:56 |
| 13. | The Invisibility Cloak and the Library Scene                 | 3:16 |
| 14. | Fluffy's Harp                                                | 2:39 |
| 15. | In the Devil's Snare and the Flying Keys                     | 2:21 |
| 16. | The Chess Game                                               | 3:49 |
| 17. | The Face of Voldemort                                        | 6:10 |
| 18. | Leaving Hogwarts                                             | 2:14 |
| 19. | Hedwig's Theme                                               | 5:11 |

#### Harry Potter és a Titkok Kamrája
Az összes szám szerzője John Williams. 
| 1.  | Prologue: Book II and the Escape from the Dursleys | 3:31 |
| 2.  | Fawkes the Phoenix                                 | 3:49 |
| 3.  | The Chamber of Secrets                             | 3:49 |
| 4.  | Gilderoy Lockhart                                  | 2:05 |
| 5.  | The Flying Car                                     | 4:08 |
| 6.  | Knockturn Alley                                    | 1:47 |
| 7.  | Introducing Colin                                  | 1:49 |
| 8.  | The Dueling Club                                   | 4:08 |
| 9.  | Dobby the House Elf                                | 3:27 |
| 10. | The Spiders                                        | 4:32 |
| 11. | Moaning Myrtle                                     | 2:05 |
| 12. | Meeting Aragog                                     | 3:18 |
| 13. | Fawkes Is Reborn                                   | 3:19 |
| 14. | Meeting Tom Riddle                                 | 3:38 |
| 15. | Cornish Pixies                                     | 2:13 |
| 16. | Polyjuice Potion                                   | 3:52 |
| 17. | Cakes for Crabbe and Goyle                         | 3:30 |
| 18. | Dueling the Basilisk                               | 5:02 |
| 19. | Reunion of Friends                                 | 5:08 |
| 20. | Harry's Wondrous World                             | 5:02 |

- A Prologue: Book II and the Escape from the Dursleys nem teljesen új, hanem a Hedwig's Theme átalakított változata.
- A Harry's Wondrous World teljes egészében ugyanaz, mint az első filmhez írt zenében.

#### Harry Potter és az azkabani fogoly
Az összes szám szerzője John Williams. 
| 1.  | Lumos!                                      | 1:38  |
| 2.  | Aunt Marge's Waltz                          | 2:15  |
| 3.  | The Knight Bus                              | 2:52  |
| 4.  | Apparition on the Train                     | 2:15  |
| 5.  | Double Trouble                              | 1:37  |
| 6.  | Buckbeak's Flight                           | 2:08  |
| 7.  | A Window to the Past                        | 3:54  |
| 8.  | The Whomping Willow and the Snowball Fight  | 2:22  |
| 9.  | Secrets of the Castle                       | 2:32  |
| 10. | The Portrait Gallery                        | 2:05  |
| 11. | Hagrid the Professor                        | 1:59  |
| 12. | Monster Books and Boggarts                  | 2:26  |
| 13. | Quidditch, Third Year                       | 3:47  |
| 14. | Lupin's Transformation and Chasing Scabbers | 3:01  |
| 15. | The Patronus Light                          | 1:12  |
| 16. | The Werewolf Scene                          | 4:25  |
| 17. | Saving Buckbeack                            | 6:39  |
| 18. | Forward to Time Past                        | 2:33  |
| 19. | The Dementors Converge                      | 3:12  |
| 20. | Finale                                      | 3:24  |
| 21. | Mischief Managed                            | 12:10 |

- A Lumos nem teljesen új, hanem a Hedwig's Theme átalakított változata.
- A Double Trouble már a forgatás közben született, a filmben egy gyerekkórus adja elő Roxfort Nagy Csarnokában. A téma szövege William Shakespeare Macbethje negyedik felvonásának első színéből származik.
- A Mischief Managed nem különálló szám, hanem egyfajta, a vége főcímhez készített összefoglaló soundtrack.

#### Harry Potter és a Tűz Serlege
Az összes szám szerzője Patrick Doyle. 
| 1.  | The Story Continues                                                                | 1:31 |
| 2.  | Frank Dies                                                                         | 2:12 |
| 3.  | The Quidditch World Cup                                                            | 1:52 |
| 4.  | The Dark Mark                                                                      | 3:27 |
| 5.  | Foreign Visitors Arrive                                                            | 1:30 |
| 6.  | The Goblet of Fire                                                                 | 3:23 |
| 7.  | Rita Skeeter                                                                       | 1:42 |
| 8.  | Sirius Fire                                                                        | 2:00 |
| 9.  | Harry Sees Dragons                                                                 | 1:54 |
| 10. | Golden Egg                                                                         | 6:11 |
| 11. | Neville's Waltz                                                                    | 2:11 |
| 12. | Harry in Winter                                                                    | 2:56 |
| 13. | Potter Waltz                                                                       | 2:19 |
| 14. | Underwater Secrets                                                                 | 2:28 |
| 15. | The Black Lake                                                                     | 4:38 |
| 16. | Hogwarts' March                                                                    | 2:47 |
| 17. | The Maze                                                                           | 4:44 |
| 18. | Voldemort                                                                          | 9:39 |
| 19. | Death of Cedric                                                                    | 1:59 |
| 20. | Another Year Ends                                                                  | 2:21 |
| 21. | Hogwarts' Hymn                                                                     | 2:59 |
| 22. | Do the Hippogriff (nem Doyle kompozíciója, szerezte Jarvis Cocker és Jason Buckle) | 3:39 |
| 23. | This Is The Night (nem Doyle kompozíciója, szerezte Jarvis Cocker)                 | 3:24 |
| 24. | Magic Works (nem Doyle kompozíciója, szerezte Jarvis Cocker)                       | 4:02 |

- A Do the Hippogriff, a This Is the Night és a Magic Works című számokat nem Doyle komponálta. Ezek a dalok a filmben a báljelenetben hangzanak fel, amikor a The Weird Sisters nevű banda játszani kezd. A Do the Hippogriff Jarvis Cocker és Jason Buckle munkája, a másik két számot pedig Cocker egyedül szerezte.

#### Harry Potter és a Főnix Rendje
Az összes szám szerzője Nicholas Hooper. 
| 1.  | Fireworks                           | 1:49 |
| 2.  | Professor Umbridge                  | 2:35 |
| 3.  | Another Story                       | 2:41 |
| 4.  | Dementors in Underpass              | 1:45 |
| 5.  | Dumbledore's Army                   | 2:42 |
| 6.  | The Hall of Prophecies              | 4:27 |
| 7.  | Possession                          | 3:20 |
| 8.  | The Room of Requirements            | 6:09 |
| 9.  | The Kiss                            | 1:56 |
| 10. | A Journey to Hogwarts               | 2:54 |
| 11. | The Sirius Deception                | 2:36 |
| 12. | Death of Sirius                     | 3:58 |
| 13. | Umbridge Spoils a Beautiful Morning | 2:39 |
| 14. | Darkness Takes Over                 | 2:58 |
| 15. | The Ministry of Magic               | 2:48 |
| 16. | The Sacking of Trelawney            | 2:15 |
| 17. | Flight of the Order of the Phoenix  | 1:34 |
| 18. | Loved Ones and Leaving              | 3:15 |

- Az Another Story, Hall of Prophecy, The Room of Requirement és A Journey to Hogwarts című soundtrackek több elemet is átvasznek a Hedwig's Theme-ből.
- A Dumbledore's Army-t később a hatodik részben is használták.
- A The Kiss-t később a hetedik részben is használták.

#### Harry Potter és a Félvér Herceg
Az összes szám szerzője Nicholas Hooper. 
| 1.  | Opening                     | 2:53 |
| 2.  | In Noctem                   | 2:00 |
| 3.  | The Story Begins            | 2:05 |
| 4.  | Ginny                       | 1:30 |
| 5.  | Snape & the Unbreakable Vow | 2:50 |
| 6.  | Wizard Wheezes              | 1:42 |
| 7.  | Dumbledore's Speech         | 1:31 |
| 8.  | Living Death                | 1:55 |
| 9.  | Into the Pensieve           | 1:45 |
| 10. | The Book                    | 1:44 |
| 11. | Ron's Victory               | 1:44 |
| 12. | Harry & Hermione            | 2:52 |
| 13. | School!                     | 1:05 |
| 14. | Malfoy's Mission            | 2:53 |
| 15. | The Slug Party              | 2:11 |
| 16. | Into the Rushes             | 2:33 |
| 17. | Farewell Aragog             | 2:08 |
| 18. | Dumbledore's Foreboding     | 1:18 |
| 19. | Of Love & War               | 1:17 |
| 20. | When Ginny Kissed Harry     | 2:38 |
| 21. | Slughorn's Confession       | 3:33 |
| 22. | Journey to the Cave         | 3:08 |
| 23. | The Drink of Despair        | 2:44 |
| 24. | Inferi in the Firestorm     | 1:53 |
| 25. | The Killing of Dumbledore   | 3:34 |
| 26. | Dumbledore's Farewell       | 2:22 |
| 27. | The Friends                 | 2:00 |
| 28. | The Weasley Stomp           | 2:51 |

- Az Opening című soundtrack több elemet is átvesz a Hedwig's Theme-ből.
- A Ron's Victory című soundtrack több elemet is átvesz a Quidditch, Third Year-ből.
- A Dumbledore's Farewell-t később a nyolcadik részben is használták.

#### Harry Potter és a Halál ereklyéi 1. rész
Az összes szám szerzője Alexander Desplat. 
| 1.  | Obliviate                 | 3:01 |
| 2.  | Snape to Malfoy Manor     | 1:58 |
| 3.  | Polyjuice Potion          | 3:32 |
| 4.  | Sky Battle                | 3:48 |
| 5.  | At the Burrow             | 2:35 |
| 6.  | Harry and Ginny           | 1:43 |
| 7.  | The Will                  | 3:39 |
| 8.  | Death Eaters              | 3:14 |
| 9.  | Dobby                     | 3:49 |
| 10. | Ministry of Magic         | 1:49 |
| 11. | Detonators                | 2:23 |
| 12. | The Locket                | 1:52 |
| 13. | Fireplace Escape          | 2:54 |
| 14. | Ron Leaves                | 2:35 |
| 15. | The Exodus                | 1:37 |
| 16. | Godric's Hollow Graveyard | 3:15 |
| 17. | Bathilda Bagshot          | 3:54 |
| 18. | Hermione's Parents        | 5:50 |
| 19. | Destroying the Locket     | 1:10 |
| 20. | Ron's Speech              | 2:16 |
| 21. | Lovegood                  | 3:27 |
| 22. | The Deathly Hallows       | 3:17 |
| 23. | Captured and Tortured     | 2:56 |
| 24. | Rescuing Hermione         | 1:50 |
| 25. | Farewell to Dobby         | 3:43 |
| 26. | The Elder Wand            | 1:38 |

#### Harry Potter és a Halál ereklyéi 2. rész
1. Lily's Theme

2. The Tunnel

3. Underworld

4. Gringotts

5. Dragon Flight

6. Neville

7. A New Headmaster

8. Panic Inside Hogwarts

9. Statues

10. The Grey Lady

11. In the Chamber of Secrets

12. Battlefield

13. The Diadem

14. Brromsticks and Fire

15. Courtyard Apocalypse

16. Snape's Demise

17. Severus and Lily

18. Harry's Sacrifice

19. The Resurrection Stone

20. Harry Surrenders

21. Procession

22. Neville the Hero

23. Showdown

24. Voldemort's End

25. A New Beginning
- A Severus and Lily nem teljesen új, hanem a Dumbledore's Farewell átalakított változata.

## Előzmények
1997 végén David Heyman producer londoni irodája kapott egy példányt J. K. Rowling Harry Potter-sorozatának első részéből, a Harry Potter és a bölcsek kövéből. A könyvet először egy kevéssé fontos polcra tették, de egy titkár felfedezte és elolvasta, majd pozitív véleménnyel továbbította Heymannek. Heymannek eredetileg nem tetszett a "szemét cím", de miután elolvasta magát a könyvet, elindult azon az úton, amely a legsikeresebb filmsorozatok egyikéhez vezetett.
Heyman lelkesedése oda vezetett, hogy 1999-ben Rowling eladta az első négy Harry Potter-film jogait a Warner Bros. Picturesnek 1 millió fontért. Rowling kikötése az volt, hogy a főbb szerepeket britek játsszák, de néhány esetben hajlandó volt eltekinteni ettől, például olyan ír színészeknél, mint Richard Harris és a Harry Potter és a Tűz Serlege francia illetve kelet-európai szereplőit játszó színészeknél. Rowling nem adta el a karakterekhez való jogot a Warner Bros.-nak, nem akart "nekik kontrollt adni a történet folytatásához", ami akár nem a szerző által írt részekhez is vezethetett volna.
Habár Steven Spielberg tárgyalt az első film rendezéséről, visszautasította az ajánlatot. Spielberg animációs filmet akart készíteni a Harry Potterből, amelyben a címszereplő hangját Haley Joel Osment amerikai színész adta volna. Spielberg véleménye szerint egyszerű lett volna profitot csinálni a filmből, és ez a pénzcsinálás olyan lett volna, mint "egy hordóban úszkáló kacsákra lőni. Rendkívül egyszerű lett volna. Egyszerűen bekasszírozol egybillió dollárt és beteszed a bankszámládra. Nincs benne semmi kihívás." Weboldalának lomtár szekciójában Rowling közzéteszi, hogy nincs szerepe a filmek rendezőinek kiválasztásában, azt írva, hogy "Aki úgy gondolja hogy meg tudnám vétózni Spielberget, és ha igen, megtenném, akár pulicerpennára van szüksége."
Miután Spielberg visszautasította az ajánlatot, tárgyalások kezdődtek más rendezőkkel, többek között Chris Columbus-szal, Terry Gilliam-mel, Jonathan Demme-mel, Mike Newell-lel, Alan Parkerrel, Wolfgang Petersennel, Rob Reinerrel, Tim Robbinsszal, Brad Silberlinggel és Peter Weirrel. Petersen és Reiner visszaléptek 2000 márciusában. Később leszűkítették a kört Silberlingre, Colombusra, Parkerre és Gilliamre. Rowling első választása Terry Gilliam volt. Ennek ellenére 2000. március 28-án Colombust választották a sorozat rendezőjévé. A Warner Bros. döntését jelentősen befolyásolták Colombus más családi filmei, többek között a Reszkessetek, betörők! és a Mrs. Doubtfire – Apa csak egy van.
Steve Kloves-ot választották az első film forgatókönyvírójának. Azt mondta, hogy "nehéz" volt adaptálni a könyvet, mert "nem olyan könnyen adaptálható filmre mint következő két könyv". Klovesnak küldtek "egy rakás" megfilmesítésre szánt könyvösszefoglalót, de a Harry Potter és a bölcsek köve volt az egyetlen, amelyik kitűnt a többi közül. Azonnal megvette a könyvet és rajongója lett. Amikor a Warner Bros.-szel beszélt, elmondta, hogy a filmnek britnek kell lennie és hűnek a karakterekhez. Megerősítésre került, hogy David Heyman lesz a film producere. Rowling beleszólhatott a film készítésébe, és ezt Colombus nem is bánta.
A Warner Bros. eredetileg azt tervezte, hogy a filmet a 2001. július 4-i hétvégén mutatják be, ezzel viszont olyan rövid lett volna a film elkészítésére rendelkezésre álló idő, hogy az eredetileg javasolt rendezők közül sokan visszaléptek. Az időkényszer miatt végül a bemutató időpontja 2001. november 16. lett.

## Szereplőválogatás

### Harry, Ron és Hermione szerepei
2000-ben, hét hónapig tartó keresés után David Heyman producer és Steve Kloves forgatókönyvíró találtak rá Daniel Radcliffe-re, aki mögöttük ült egy színházi előadáson. Heyman így mesélt a benyomásairól: "Ott ült mögöttem ez a fiú, nagy kék szemekkel. Dan Radcliffe volt. Emlékszem, az első benyomásaimra: kíváncsi volt, vicces és nagyon energikus. Nagylelkű és kedves is volt. Ugyanakkor hatalmas tudásvágy látszott rajta, megismerni bármi újat."
Radcliffe már bemutatkozott színészként az 1999-es BBC televíziós produkcióban, a David Cooperfield-ben, ahol a címszereplő gyerekkori énjét játszotta. Heyman meggyőzte Radcliffe szüleit, hogy a fiú részt vehessen egy szereplőválogatáson Harry Potter szerepére, amely során Radcliffe-et lefilmezték. Rowling lelkes volt, amikor látta a filmfelvételt, az volt a véleménye, hogy nem lehetett volna jobbat találni Harry szerepére Radcliffe-nél.
Ugyancsak 2000-ben választották ki több ezer, a szereplőválogatáson részt vevő gyerek közül az akkor ismeretlen brit színészeket, Emma Watsont és Rupert Grintet Hermione Granger és Ron Weasley szerepeire. Watson és Grint színjátszási tapasztalatai kizárólag iskolai szerepjátékokra korlátozódtak. Watson tíz, Grint pedig tizenegy éves volt amikor kiválasztották őket.

## Produkció
A Warner Bros. Pictures által gyártott sorozat forgatása 2000 szeptemberében kezdődött az angliai Hertfordshire-ben található Leavesden Studios-ban, és 2010 decemberében fejeződött be, de a Harry Potter és a Halál ereklyéi 2. rész utómunkálatai eltartottak egészen 2011 nyaráig. A Leavesden Studiost, ahol a Harry Potter-sorozat jelentékeny részét forgatták, 2012-ben Warner Bros. Studios, Leavesden néven nyitották meg a nyilvánosság számára.
David Heyman producer cége, a Heyday Films és Chris Columbus rendezőé, a 1492 Pictures 2001-ben a Duncan Henderson Productions-szal, 2002-ben a Miracle Productions-szal, 2004-ben pedig a P of A Productions-szal működött együtt. Bár a 1492 Pictures a Harry Potter és az azkabani fogoly után elhagyta a sorozatot, a Heyday Films folytatta a vállalkozást és 2005-ben a Patalex IV Productions-szel dolgozott együtt. A hatodik film a sorozatban, a 2009-es Harry Potter és a Félvér Herceg volt az addigi legdrágább film.
A Warner Bros. Pictures az utolsó, hetedik kötetet, a Harry Potter és a Halál ereklyéi-t két részben filmesítette meg. A két részt folyamatosan forgatták 2009 elejétől 2010 nyaráig, a pótforgatás 2010. december 21-én ért véget, ez egyben a teljes Harry Potter-sorozat forgatásának a vége volt. Heyman azt nyilatkozta, hogy a Harry Potter és a Halál ereklyéi-t "egy filmként forgattuk", de két önálló filmként került a mozikba.
Tim Burke, a vizuális effektek felelőse így nyilatkozott a Harry Potter forgatásáról: "Egy hatalmas család volt – azt hiszem, több mint 700 ember dolgozott Leavesden-ben." David Heyman szerint "Amikor az első filmet bemutatták, egyáltalán nem gondoltam, hogy eljutunk nyolc filmig. Ez csak akkor kezdett reálissá válni, amikor a negyediket befejeztük." Nisha Parti, az első film produkciós tanácsadója azt mondta, hogy Heyman "az első filmet úgy csinálta meg, ahogyan szerinte a stúdió [a Warner Bros.] elvárta tőle." A film sikere után Heyman "nagyobb szabadságot" kapott.
A sorozaton dolgozó filmeseknek kezdettől az volt a szándéka, hogy egyre érettebb filmek készüljenek. Chris Columbus így nyilatkozott: "Rájöttünk, hogy a filmek egyre sötétebbek lesznek. Azt nem tudtuk, hogy mennyire, de azt felismertük, hogy ahogy a gyerekek nőnek, a filmek egyre sarkosabbak és sötétebbek lesznek." Ez nyilvánvalóvá vált a későbbi három rendező kezén, ahogy a filmek tematikai fejlődése során olyan témákkal kezdtek foglalkozni, mint a halál, árulás, előítéletek, vagy a politikai korrupció.

## Díszletek
Mind a nyolc film látványtervezője Stuart Craig, aki a díszlettervező Stephanie McMillan segítségével olyan díszleteket alkotott meg, mint a Mágiaügyi Minisztérium, a Titkok Kamrája a Malfoy-kúria és a CGI Horcrux-barlang. Mivel mind a filmek, mind a könyvek egymást követően jelentek meg, Craignek újjá kellett építenie néhány díszletet, és megváltoztatnia Roxfort felépítését.
Craig így nyilatkozott: "Az elején valahányszor a filmen láttad Roxfort külsejét, az egy fizikailag elkészített miniatúra volt", amelyet mesteremberek készítettek, és amely egy nagy színpadon állt. "Elkészítettük Roxfort profilját, egy olyan modellt, amelyet nem én terveztem, és nem volt mindig tökéletes, és ahogy jelentek meg az új könyvek, és készültek az új filmek, változtatni kellett rajta. A Csillagvizsgáló egész biztosan nem volt ott eredetileg, ezt hozzá kellett adni a maketthez. Az utolsó filmben szükség volt egy arénára, ahol a Roxfortért vívott csata zajlott – a külső udvar kétszer akkora lett, és ha megnézed az első filmet, abban egyáltalán nem is volt ott. Néha így kellett változtatni a Roxfortot." Az utolsó filmben Craig egy digitális modellt használt a makett helyett, hogy "kihasználja a legújabb technológiát".
Craig saját elmondása szerint gyakran úgy kezdte a különböző díszletek megtervezését, hogy ötleteit lerajzolta egy üres papírlapra. Stephanie McMillan elmondta, hogy "minden film sok új kihívást jelentett", például az egymást követő rendezők és operatőrök vizuális stílusa eltérő volt, és a regényekben folyamatosan fejlődött a történet. Rowling regényei számos leírást tartalmaztak, Craig feladata volt ezek összegyűjtése és figyelembe vétele.
Craig azt emelte ki a stúdióbeli tapasztalatai közül, hogy 30-35 ember munkáját kellett irányítania a művészeti vezetőktől egészen a szobrászokig. Másrészt a sorozat elején még ceruzával készített skiccekről festették a helyszíneket ábrázoló vízfestményeket, a sorozat vége felé viszont a filmkészítésben bekövetkezett digitális forradalom miatt ez megváltozott, és szinte mindent számítógépes grafikával és digitális modellekkel terveztek.
Amikor a sorozat forgatása befejeződött, Craig néhány díszletét elvitték a leavesden-i Warner Bros. stúdióba, ahol kiállításra kerültek.

## Külső helyszínek
A sorozatot nagyrészt az angliai Hertfordshire-ben található Leavesden Studios-ban forgatták, de számos jelenethez külső helyszíneket is igénybe kellett venni. Ezek listája alább következik.
| Pontos forgatási helyszín | Nagyobb terület                                            | Ország                    | Fiktív helyszín a filmekben                               |
| ------------------------- | ---------------------------------------------------------- | ------------------------- | --------------------------------------------------------- |
| Ashbridge                 | Berkhamsted, Herfordshire                                  | Egyesült Királyság        | A Tiltott Rengeteg és egyéb erdei helyszínek              |
| Australia House           | London                                                     | Egyesült Királyság        | Gringotts                                                 |
| Alnwicki kastély          | Northumberland                                             | Egyesült Királyság        | Roxfort körüli terület                                    |
| Bodleian könyvtár         | Oxford                                                     | Egyesült Királyság        | A roxforti kastély belső helyszínei                       |
| Borough Market            | London                                                     | Egyesült Királyság        | Abszol út                                                 |
| Picket Post Close 12.     | Winkfield, Bracknell, Berkshire                            | Egyesült Királyság        | Privet Drive 4.                                           |
| Christ Church             | Oxford                                                     | Egyesült Királyság        | A roxforti kastély belső helyszínei                       |
| Claremont Square          | London                                                     | Egyesült Királyság        | Grimmauld tér 12.                                         |
| Durhami székesegyház      | Durham                                                     | Egyesült Királyság        | A roxforti kastély belső helyszínei                       |
| Glenfinnani viadukt       | Glenfinnan, Lochaber, Highland, Skócia                     | Egyesült Királyság        | A Roxfort Expressz jeleneteiben használt viadukt          |
| Gluocesteri székesegyház  | Gloucester                                                 | Egyesült Királyság        | A Roxfort lépcsői                                         |
| Goathlandi vasútállomás   | Goathland, North York Moors National Park, North Yorkshire | Egyesült királyság        | Roxmorts vasútállomása                                    |
| Harrow School             | Harrow, London                                             | Egyesült Királyság        | Flitwick professzor tanterme a Roxfortban                 |
| King’s Cross pályaudvar   | London                                                     | Egyesült Királyság        | King's Cross pályaudvar                                   |
| Lacock Abbey              | Wiltshire                                                  | Egyesült Királyság        | A roxforti kastély belső helyszínei                       |
| Leadenhall Market         | London                                                     | Egyesült Királyság        | Az Abszol út és a Foltozott Üst                           |
| Londoni Állatkert         | London                                                     | Egyesült Királyság        | Londoni Állatkert                                         |
| Malham Cove               | North Yorkshire                                            | Egyesült Királyság        | táborhely                                                 |
| Millenium Bridge          | London                                                     | Egyesült Királyság        | Millenium Bridge                                          |
| New College, Oxford       | Oxford                                                     | Egyesült Királyság        | Roxforti helyszínek                                       |
| St Pancras pályaudvar     | London                                                     | Egyesült Királyság        | King's Cross pályaudvar                                   |
| Lacock                    | Wiltshire                                                  | Egyesült Királyság        | Godric's Hollow                                           |
| Surbiton pályaudvar       | London                                                     | Egyesült Királyság        | metróállomás                                              |
| Virginia Beach            | Virginia                                                   | Amerikai Egyesült Államok | flashback-helyszínek az első két filmhez                  |
| Virginia Water Lake       | Surrey                                                     | Egyesült Királyság        | tóparti jelenetek a harmadik, negyedik és hatodik filmhez |

## Vizuális effektusok
A sorozatban több vizuális effektusokkal foglalkozó cég vett részt, többek között a Rising Sun Pictures, a Double Negative, aCinesite, a Framestore és az Industrial Light & Magic. Az utóbbi három mindegyik filmen dolgozott, míg a Double Negativecsak a Harry Potter és az azkabani fogollyal kapcsolódott be a sorozatba, a Rising Sun Pictures pedig a Harry Potter és a Tűz Serlegével. A Framestore segített kifejleszteni számos emlékezetes teremtményt, a Cinesite pedig miniatűr és digitális effektusokat készített. David Barron producer szerint "A Harry Potter-sorozat hozta létre a brit vizuális effektus-iparágat. Az első filmben minden bonyolult vizuális effektust nyugati parti amerikai cégek csináltak. A második filmnél viszont megbíztunk brit cégeket, akik várakozáson felül teljesítettek." A vizuális effektusokért felelősTim Burke szerint "Manapság már sok stúdió hoz munkát brit cégeknek. Minden létesítmény foglalt, ami a Harry Potter-sorozat előtt nem volt így. Ez nagyon jelentős fejlemény."

## 3D
A Harry Potter-sorozat készítői már az ötödik és a hatodik filmnél is tesztelték a 3D-s technikát; az előbbinél az IMAX-változat az utolsó húsz percet 3D-ben prezentálta, az utóbbinál pedig az első tíz percet térhatású változatban is elkészítették. A Harry Potter és a Halál ereklyéi 1. rész az előzetes tervek szerint már 3D-ben is a mozikba került volna, de végül mégsem történt így. A kétrészes finálé második epizódja azonban már meg volt tekinthető 3D-ben is.

## Bemutatók
Az első négy kötet megfilmesítésének jogát J. K. Rowling 1 millió fontért adta el a Warner Bros. Pictures-nek. A negyedik kötet 2000 júliusában jelent meg, az első filmet, a Harry Potter és a bölcsek kövét-t 2001. november 16-án mutatták be. A bemutató hétvégén a film csak az Amerikai Egyesült Államok-ban 90 millió dollár bevételt hozott, ami világviszonylatban rekordot döntött. A következő három kötet megfilmesítése is sikeres volt pénzügyileg, és mind a rajongók, mind a kritikusok kedvezően fogadták. Az ötödik filmet, a Harry Potter és a Főnix Rendjét-t a Warner Bros. 2007. július 11-én mutatta be az angol nyelvű országokban, kivéve az Egyesült Királyságot ésÍrországot, ahol a bemutató július 12-én volt. A hatodik filmet, a Harry Potter és a Félvér Herceget lelkes kritikák fogadtaták a 2009. július 15-i bemutatót követően, és a 2009-es filmek közül világszerte a második legnagyobb árbevételű film volt. Az utolsó regényt, a Harry Potter és a Halál ereklyéi-t két részben filmesítették meg – az első részt 2010. november 19-én, míg a befejező, 2. részt, amely egyben az egész sorozat befejező része, 2011. július 15-én.

## Stáb

### Rendezők
Négy rendező dolgozott a Harry Potter-sorozaton:
- Chris Colombus (Harry Potter és a bölcsek köve, Harry Potter és a Titkok Kamrája)
- Alfonso Cuarón (Harry Potter és az azkabani fogoly)
- Mike Newell (Harry Potter és a Tűz Serlege)
- David Yates (Harry Potter és a Főnix Rendje, Harry Potter és a Félvér Herceg, Harry Potter és a Halál ereklyéi 1. rész, Harry Potter és a Halál ereklyéi 2. rész)

Az első két film rendezője, Chris Colombus, aki eredetileg a sorozat összes filmjét rendezte volna, nem vállalta el a harmadik film rendezését, mivel az első kettő elkészítése "kiégette". Colombusból producer lett, a harmadik film rendezésére pedig Alfonso Cuarónt kérték fel. Kezdetben tartott tőle, hogy elvállalja a megbízást, mivel nem olvasta egyik könyvet sem és nem látta a filmeket. Miután elolvasta a könyveket, megváltoztatta a véleményét, és elvállalta a film rendezését.
Mivel Cuarón nem akarta megrendezni a Harry Potter és a Tűz Serlegét, új rendezőre volt szükség. AWarner Bros. Mike Newellt szerződtette a feladatra, így ő lett a sorozat első brit rendezője. Newell viszont visszautasította az ötödik film, a Harry Potter és a Főnix Rendje rendezői székét, így David Yates-et választották ki a feladatra. Yates rendezte a Harry Potter és a Félvér Herceget, valamint a Harry Potter és a Halál erekyléi két részét. Yates lett az első rendező, aki Chris Colombus óta egynél több filmet rendezett.
Colombus saját véleménye szerint egy régimódi kinézetet adott a filmnek. Alfonso Cuarón elmondta, hogy "megváltoztatta a film tónusát, élesebb színekkel dolgozott és kiterjesztette Roxfort környékét". Mike Newell úgy döntött, hogy egy "paranoiás thrillert" csinál a negyedik filmből, David Yates pedig saját véleménye szerint "a veszélyt hangsúlyozta".
Valamennyi rendező támogatta egymást. Colombus dicsérte a jellemek fejlődését a filmekben, Alfonso Cuarón pedig magasztalta David Yates filmjeinek "csendes költőiességét". Mike Newell megjegyezte, hogy mindegyik rendező különleges volt valamiben, David Yates pedig "tisztelettel tekint" az első négy filmre és "élvezi őket". Daniel Radcliffe szerint Yates "vette Chris filmjeinek báját, Alfonso filmjének látványos szépségét és Mike Newell filmjének ízig-vérig brit, bombasztikus hangulatát, és hozzáadta a saját realizmusát".

### Producerek, társproducerek és executive producerek
Öt producer, négy társproducer és tíz executive producer dolgozott a Harry Potter-sorozaton:
- David Heyman, producer (összes film) és executive producer (Harry Potter és a Halál ereklyéi 2. rész)
- David Barron, producer (Harry Potter és a Főnix Rendje, Harry Potter és a Félvér Herceg, Harry Potter és a Halál ereklyéi 1. rész, Harry Potter és a Halál ereklyéi 2. rész) és executive producer (Harry Potter és a Titkok Kamrája, Harry Potter és a Tűz Serlege)
- J. K. Rowling, producer (Harry Potter és a Halál ereklyéi 1. rész, Harry Potter és a Halál ereklyéi 2. rész)
- Chris Colombus, producer (Harry Potter és az azkabani fogoly) és executive producer (Harry Potter és a bölcsek köve, Harry Potter és a Titkok Kamrája)
- Mark Radcliffe, producer (Harry Potter és az azkabani fogoly) és executive producer (Harry Potter és a bölcsek köve, Harry Potter és a Titkok Kamrája)
- Tanya Seghatchian, társproducer (Harry Potter és a bölcsek köve, Harry Potter és a Titkok Kamrája) és executive producer (Harry Potter és az azkabani fogoly, Harry Potter és a Tűz Serlege)
- Peter MacDonald, társproducer (Harry Potter és a Tűz Serlege)
- John Trehy, társproducer (Harry Potter és a Főnix Rendje, Harry Potter és a Félvér Herceg, Harry Potter és a Halál ereklyéi 2. rész) és executive producer (Harry Potter és a Halál ereklyéi 1. rész)
- Tim Lewis, társproducer (Harry Potter és a Halál ereklyéi 1. rész, Harry Potter és a Halál ereklyéi 2. rész)
- Michael Barnathan, executive producer (Harry Potter és a bölcsek köve, Harry Potter és a Titkok Kamrája)
- Lionel Wigram, executive producer (Harry Potter és a Főnix Rendje, Harry Potter és a Félvér Herceg, Harry Potter és a Halál ereklyéi 1. rész, Harry Potter és a Halál ereklyéi 2. rész)
- Duncan Henderson, executive producer (Harry Potter és a bölcsek köve)
- Callum McDougall, executive producer (Harry Potter és az azkabani fogoly)

David Heyman producer volt mind a nyolc filmben, valamint executive producer a nyolcadikban; produkciós cége, a Heyday Films pedig részt vállalt a sorozat gyártásából. David Barron executive producer volt a Harry Potter és a Titkok Kamrájában és a Harry Potter és a Tűz Serlegében, később pedig producerként dolgozott az utolsó négy filmen. Chris Colombus executive producer volt az első kettő filmben Mark Radcliffe-fel és Michael Barnathannal és producerként dolgozott a harmadik filmen Heyman és Radcliffe mellett. J. K. Rowlingot felkérték, hogy producer legyen a Harry Potter és a Tűz Serlegében, de visszautasította. Ugyanakkor a kétrészes fináléban elvéllalta ugyanezt a feladatot.

### Forgatókönyvírók
Két forgatókönyvíró dolgozott a Harry Potter-sorozaton:
- Steve Kloves (Harry Potter és a bölcsek köve, Harry Potter és a Titkok Kamrája, Harry Potter és az azkabani fogoly, Harry Potter és a Tűz Serlege, Harry Potter és a Félvér Herceg, Harry Potter és a Halál ereklyéi 1. rész, Harry Potter és a Halál ereklyéi 2. rész)
- Michael Goldenberg (Harry Potter és a Főnix Rendje)

Steve Kloves írta az összes film forgatókönyvét kivéve a Harry Potter és a Főnix Rendjéét, amelyet Michael Goldenberg készített. Kloves közvetlen kapcsolatban állt J. K. Rowling-gal, de nagy szabadságot kapott tőle a változtatások terén. Rowling azt kérte tőle, hogy legyen hű a könyvek szellemiségéhez. Így a filmek cselekménye és hangneme tulajdonképpen megegyezik a könyvekével. Van néhány változás és kihagyás a cselekmény gördülékenyebbé tevése érdekében, valamint idő- és pénzbeli korlátok miatt. Goldenberg, akinek a neve már a Harry Potter és a bölcsek köveelőkészületei során is felmerült, szintén kapott segítséget Rowling-tól.

### Zeneszerzők
Négy zeneszerző dolgozott a Harry Potter-sorozat filmzenéjén:
- John Williams (Harry Potter és a bölcsek köve, Harry Potter és a Titkok Kamrája, Harry Potter és az azkabani fogoly)
- Patrick Doyle (Harry Potter és a Tűz Serlege)
- Nicholas Hooper (Harry Potter és a Főnix Rendje, Harry Potter és a Félvér Herceg)
- Alexandre Desplat (Harry Potter és a Halál ereklyéi 1. rész, Harry Potter és a Halál ereklyéi 2. rész)

John Williams volt az első zeneszerző, aki a sorozaton dolgozott. Ő komponálta a Harry Potter és a bölcsek köve filmzenéjéhez a Hedwig's Theme-et, amely mindegyik filmben visszatér különböző variációkban. Williams írta a zenét az első három filmhez, de a második film zenéjén William Ross is sokat dolgozott, később ő is vezényelte a felvételkor, ugyanis Williamsnek más kötelezettségei voltak. Az első három film zenéjét Conrad Pope hangszerelte.
Miután Williams elhagyta a sorozatot, hogy más projektekben vegyen részt, Patrick Doyle komponálta a negyedik film zenéjét. A film rendezője, Mike Newell gyakran dolgozott együtt Doyle-al.
2006-ban Nicholas Hooper kezdett el dolgozni a Harry Potter és a Főnix Rendje zenéjén, együtt dolgozva régi barátjával, a film rendezőjével, David Yates-szel. Hooper írta a hatodik film zenéjét is.
2010 januárjában megerősítették, hogy Alexandre Desplat fogja megírni a Harry Potter és a Halál ereklyéi 1. rész zenéjét. A film hangszerelése az év nyarán vette kezdetét Conrad Pope-pal, aki az első három film zenéjét is hangszerelte. Pope azt mondta, hogy a filmzene "a régi napok egyikére emlékeztet". Desplat visszatért a nyolcadik film zenéjének megírására is.
David Yates rendező azt nyilatkozta, hogy szerette volna, ha John Williams visszatér a sorozat két záró epizódjára, de nem tudták összeegyeztetni, így Desplat-t kérték fel. A Harry Potter-filmek zenéjének utolsó felvétele 2011. május 27-én történt azAbbey Road Studiosban a Londoni Szimfonikus Zenekarral, valamint Alexandre Desplat zeneszerzővel és Conrad Pope hangszerelővel.

### Vezető operatőrök
Hat vezető operatőr dolgozott a Harry Potter-sorozaton:
- John Seale (Harry Potter és a bölcsek köve)
- Roger Pratt (Harry Potter és a Titkok Kamrája, Harry Potter és a Tűz Serlege)
- Michael Seresin (Harry Potter és az azkabani fogoly)
- Sławomir Idziak (Harry Potter és a Főnix Rendje)
- Bruno Delbonnel (Harry Potter és a Félvér Herceg)
- Eduardo Serra (Harry Potter és a Halál ereklyéi 1. rész, Harry Potter és a Halál ereklyéi 2. rész)

Az eredeti tervek szerint Delbonnel dolgozott volna a kétrészes finálén is, de ő visszautasította a felkérést, arra hivatkozva, hogy "fél önmaga ismétlésétől. Delbonnel munkájáért kapta a Harry Potter és a Félvér Herceg egyetlen Oscar-díj jelölését. Az idő előrehaladtával az operatőröknek egyre nagyobb kihívást jelentett, hogy az első filmek idején készült, egyre régebbi díszletek között kellett saját egyedi módjukon munkájukat végezni.Chris Colombus szerint a sorozat előrehaladtával a kezdeti filmeket jellemző élénk színek egyre inkább sötétedtek, visszatükrözve egy valóságosabb világot.

### Vágók
Öt vágó dolgozott a Harry Potter-sorozaton:
- Richard Francis-Bruce (Harry Potter és a bölcsek köve)
- Peter Honess (Harry Potter és a Titkok Kamrája)
- Steven Weisberg (Harry Potter és az azkabani fogoly)
- Mick Audsley (Harry Potter és a Tűz Serlege)
- Mark Day (Harry Potter és a Főnix Rendje, Harry Potter és a Félvér Herceg, Harry Potter és a Halál ereklyéi 1. rész, Harry Potter és a Halál ereklyéi 2. rész)

### Egyéb stábtagok
- Stuart Craig, látványtervező (összes film)
- Stephenie McMillan, díszlettervező (összes film)
- Tim Burke, vizuális effektusok felelőse (összes film)
- Jany Temime, jelmeztervező (Harry Potter és az azkabani fogoly, Harry Potter és a Tűz Serlege, Harry Potter és a Főnix Rendje, Harry Potter és a Félvér Herceg, Harry Potter és a Halál ereklyéi 1. rész, Harry Potter és a Halál ereklyéi 2. rész)
- Judianna Makovsky, jelmeztervező (Harry Potter és a bölcsek köve)
- Lindy Hemming, jelmeztervező (Harry Potter és a Titkok Kamrája)
- Greg Powell, hangmérnök (összes film)
- Conrad Pope, hangszerelő (Harry Potter és a bölcsek köve, Harry Potter és a Titkok Kamrája, Harry Potter és az azkabani fogoly, Harry Potter és a Halál ereklyéi 1. rész, Harry Potter és a Halál ereklyéi 2. rész)

## Mottók
A filmek mottót is kaptak, ezek alább láthatóak.
| Film                                     | Angol nyelvű mottó (szabad fordítás)                                                 | Magyar nyelvű mottó             |
| ---------------------------------------- | ------------------------------------------------------------------------------------ | ------------------------------- |
| Harry Potter és a bölcsek köve           | The Magic Begins (Kezdődik a varázslat)                                              | -                               |
| Harry Potter és a Titkok Kamrája         | Something Evil Has Returned to Hogwarts! (Valamilyen gonosz visszatért a Roxfortba!) | -                               |
| Harry Potter és az azkabani fogoly       | Something Wicked This Way Comes (Ami felébredt, közeleg)                             | -                               |
| Harry Potter és a Tűz Serlege            | Everything is About to Change (Minden megváltozik)                                   | Sötét és nehéz idők várnak ránk |
| Harry Potter és a Főnix Rendje           | The Rebellion Begins (Kezdődik a lázadás)                                            | Új Rend születik!               |
| Harry Potter és a Félvér Herceg          | Dark Secrets Revealed (Sötét titkok kerülnek a felszínre)                            | Sötét titkokra derül fény       |
| Harry Potter és a Halál ereklyéi 1. rész | Nowhere is Safe (Sehol sem biztonságos)                                              | Nem véd meg semmi sem           |
| Harry Potter és a Halál ereklyéi 2. rész | It All Ends (Minden véget ér)                                                        | Itt az út vége                  |

## Fogadtatása

### Kritikai fogadtatás
Az összes film kritikailag és pénzügyileg is jól teljesített. Ezzel a sorozat a kiemelkedő hollywoodi alkotások sorába került, hasonlóan a James Bond-filmekhez, a Csillagok háborújához, az Indiana Joneshoz és A Karib-tenger kalózaihoz. A cselekmény előrehaladtával a sorozat vizuálisan egyre sötétebb és érettebb lett. A filmek megosztják a könyvek kedvelőit, egyesek jobban szeretik az első két film a könyvekhez hű megközelítését, mások pedig jobban kedvelik a későbbi filmek stilizáltabb, karakterek által irányított megközelítését.
Néhányan úgy vélik, hogy törések vannak a sorozatban a rendezők cserélődése és a Michael Gambon illetve Richard Harris Dumbledore-alakításai közti különbség miatt. A szerző folyamatosan támogatta a filmeket, pozitív véleménnyel volt róluk, kedvence pedig a kétrészes finálé volt. Honlapján így írt a könyvek és a filmek közötti eltérésekről: "A történeteim minden egyes szálát lehetetlen belesűríteni egy filmbe, amelynek négy óránál rövidebbnek kell lennie. A filmeknek nyilvánvaló korlátaik vannak, míg a regényekben sem időbeli, sem pénzbeli korlátok nem léteznek; csillogó effektusokat hozhatok létre pusztán az én és az olvasóim képzeletére hagyatkozva."

### Webes értékelések
| Film                                     | Rotten Tomatoes    | Metacritic       | BFCA                       |
| ---------------------------------------- | ------------------ | ---------------- | -------------------------- |
| Harry Potter és a bölcsek köve           | 80% (191 vélemény) | 64 (35 vélemény) | 90 (Ajánlott)              |
| Harry Potter és a Titkok Kamrája         | 82% (216 vélemény) | 63 (35 vélemény) | 84 (Ajánlott)              |
| Harry Potter és az azkabani fogoly       | 91% (244 vélemény) | 82 (40 vélemény) | 84 (Ajánlott)              |
| Harry Potter és a Tűz Serlege            | 88% (229 vélemény) | 81 (38 vélemény) | 87 (Ajánlott)              |
| Harry Potter és a Főnix Rendje           | 79% (241 vélemény) | 71 (37 vélemény) | 82 (Ajánlott)              |
| Harry Potter és a Félvér Herceg          | 84% (262 vélemény) | 78 (36 vélemény) | 87 (Kritikusok választása) |
| Harry Potter és a Halál ereklyéi 1. rész | 78% (259 vélemény) | 65 (42 vélemény) | 87 (Kritikusok választása) |
| Harry Potter és a Halál ereklyéi 2. rész | 96% (283 vélemény) | 87 (41 vélemény) | 93 (Kritikusok választása) |
| Átlagértékelések                         | 85%                | 74               | 87                         |

### Bevétel
2012-ben a Harry Potter-sorozat minden idők legnagyobb bevételt elérő filmsorozata, aminek a nyolc filmje világszerte több mint 7,7 milliárd dollár bevételt ért el. Infláció figyelembevétele nélkül ez több, mint az első 22 James Bond-film és a hat Csillagok háborúja film bevétele. Sokáig a Harry Potter és a bölcsek köve volt a legnagyobb bevételt elérő Harry Potter-film, de végül megelőzte őt a Harry Potter és a Halál ereklyéi 2. rész. A Harry Potter és az azkabani fogoly termelte e legkevesebb bevételt.
| Film                                     | A bemutató dátuma  | Bevétel        | Bevétel            | Bevétel                                    | Bevétel              | Infláció figyelembevételével | Költségvetés                                   | Hivatkozások                       |
| Film                                     | A bemutató dátuma  | Világszerte    | Egyesült Királyság | Észak-Amerika (Eladott jegyek száma (kb.)) | Észak-Amerikán kívül | Infláció figyelembevételével | Költségvetés                                   | Hivatkozások                       |
| ---------------------------------------- | ------------------ | -------------- | ------------------ | ------------------------------------------ | -------------------- | ---------------------------- | ---------------------------------------------- | ---------------------------------- |
| Harry Potter és a bölcsek köve           | 2001. november 16. | $974 755 371   | £66 096 060        | $317 575 550 (55 913 000)                  | $657 179 821         | $122 785 004 288             | $125 000 000                                   | [ 47 ] [ 48 ] [ 49 ] [ 50 ]        |
| Harry Potter és a Titkok Kamrája         | 2002. november 14. | $878 979 634   | £54 780 731        | $261 988 482 (45 093 000)                  | $616 991 152         | $1 090 287 929,83            | $100 000 000                                   | [ 49 ] [ 50 ] [ 51 ] [ 52 ]        |
| Harry Potter és az azkabani fogoly       | 2004. május 31.    | $796 688 549   | £45 615 949        | $249 541 069 (40 184 000)                  | $547 147 480         | $947 462 829,52              | $130 000 000                                   | [ 49 ] [ 50 ] [ 53 ]               |
| Harry Potter és a Tűz Serlege            | 2005. november 18. | $896 911 078   | £48 328 854        | $290 013 036 (45 244 000)                  | $606 898 042         | $1 041 225 686               | $150 000 000                                   | [ 49 ] [ 50 ] [ 54 ] [ 55 ]        |
| Harry Potter és a Főnix Rendje           | 2007. július 11.   | $939 885 929   | £49 136 969        | $292 004 738 (42 443 000)                  | $647 881 191         | $1 020 828 830,69            | $150 000 000                                   | [ 49 ] [ 50 ] [ 56 ] [ 57 ]        |
| Harry Potter és a Félvér Herceg          | 2009. július 15.   | $934 416 487   | £50 713 404        | $30 959 197 (40 261 000)                   | $632 457 290         | $974 201 682                 | $250 000 000                                   | [ 49 ] [ 50 ] [ 58 ] [ 59 ]        |
| Harry Potter és a Halál ereklyéi 1. rész | 2010. november 19. | $956 399 711   | £52 364 075        | $295 983 305 (37 500 000)                  | $660 416 406         | $96 970 787 997              | Kevesebb, mint 250 millió dollár (hivatalosan) | [ 49 ] [ 50 ] [ 60 ] [ 61 ] [ 62 ] |
| Harry Potter és a Halál ereklyéi 2. rész | 2011. július 15.   | $1 328 111 219 | £73 094 187        | $381 011 219 (56 000 000)                  | $947 100 000         | $1 328 111 219               | Kevesebb, mint 250 millió dollár (hivatalosan) | [ 50 ] [ 62 ] [ 63 ]               |
| Összesen                                 | Összesen           | $7 706 147 978 | £440 269 736       | $2 390 076 596                             | $5 316 071 382       | $8 271 821 124,29            | $1 155 000 000                                 |                                    |

## Díjak és jelölések

### Harry Potter és a bölcsek köve (2001)
- Oscar-díj jelölés – legjobb látványtervezés – Stuart Craig és Stephenie McMillan
- Oscar-díj jelölés – legjobb eredeti filmzene – John Williams
- Oscar-díj jelölés – legjobb jelmeztervezés – Judianna Makovsky
- BAFTA-díj jelölés – legjobb férfi mellékszereplő – Robbie Coltrane
- BAFTA-díj jelölés – legjobb jelmez – Judianna Makovsky
- BAFTA-díj jelölés – legjobb hang – John Midgley, Eddy Joseph, Ray Merrin, Graham Daniel és Adam Daniel
- BAFTA-díj jelölés – legjobb vizuális effektek – Robert Legato, Nick Davis, John Richardson, Roger Guyett és Jim Berney
- BAFTA-díj jelölés – legjobb sminkes és fodrász – Amanda Knight, Eithne Fennel ésNick Dudman
- BAFTA-díj jelölés – legjobb látványtervezés – Stuart Craig és Stephenie McMillan
- BAFTA-díj jelölés – legjobb brit film – Chris Colombus és David Heyman
- MTV Movie Awards jelölés – legjobb első szereplés (férfi) – Daniel Radcliffe

### Harry Potter és a Titkok Kamrája (2003)
- BAFTA-díj jelölés – legjobb hang – Randy Thom, Dennis Leonard, John Midgley, Ray Merrin, Graham Daniel és Rick Kline
- BAFTA-díj jelölés – legjobb vizuális effektek – Jim Mitchell, Nick Davis, John Richardson, Bill George és Nick Dudman
- BAFTA-díj jelölés – legjobb látványtervezés – Stuart Craig és Stephenie McMillan
- MTV Movie Awards jelölés – legjobb virtuális produkció – Dobby, a házimanó

### Harry Potter és az azkabani fogoly (2005)
- Oscar-díj jelölés – legjobb eredeti filmzene – John Williams
- Oscar-díj jelölés – legjobb vizuális effektusok – Tim Burke, Roger Guyett, Bill Georgeés John Richardson
- BAFTA-díj jelölés – legjobb látványtervezés – Stuart Craig
- BAFTA-díj jelölés – legjobb vizuális effektusok – Tim Burke, Roger Guyett, Bill George, John Richardson és Karl Mooney
- BAFTA-díj jelölés – legjobb smink és maszk – Amanda Knight, Eithne Fennel és Nick Dudman

### Harry Potter és a Tűz Serlege (2006)
- Oscar-díj jelölés – legjobb látványtervezés – Stuart Craig és Stephenie McMillan
- BAFTA-díj – legjobb díszlet – Stuart Craig
- MTV Movie Awards jelölés – legjobb negatív szereplő – Ralph Fiennes
- MTV Movie Awards jelölés – legjobb hős – Daniel Radcliffe
- MTV Movie Awards jelölés – legjobb csapat – Daniel Radcliffe, Emma Watson és Rupert Grint

### Harry Potter és a Főnix Rendje
- BAFTA-díj jelölés – legjobb díszlet – Stuart Craig és Stephenie McMillan
- BAFTA-díj jelölés – legjobb vizuális effektek – Tim Burke, Emma Norton, John Richardson és Chris Shaw

### Harry Potter és a Félvér Herceg (2010)
- Oscar-díj jelölés – legjobb operatőr – Bruno Delbonnel
- BAFTA-díj jelölés – legjobb látványtervezés – Stuart Craig és Stephenie McMillan
- BAFTA-díj jelölés – legjobb vizuális effektusok – Tim Burke, John Richardson, Tim Alexander és Nicholas Aithadi
- MTV Movie Awards – legjobb negatív szereplő – Tom Felton
- MTV Movie Awards jelölés – legjobb film
- MTV Movie Awards jelölés – legjobb férfi színész – Daniel Radcliffe
- MTV Movie Awards jelölés – legjobb női színész – Emma Watson

### Harry Potter és a Halál ereklyéi 1. rész (2011)
- Oscar-díj jelölés – legjobb látványtervezés – Stuart Craig és Stephenie McMillan
- Oscar-díj jelölés – legjobb vizuális effektusok – Tim Burke, John Richardson, Christian Manz és Nicholas Aithadi
- BAFTA-díj jelölés – legjobb vizuális effektusok – Tim Burke, John Richardson, Christian Manz és Nicholas Aithadi
- BAFTA-díj jelölés – legjobb smink és maszk – Amanda Knight, Nick Dudman és Lisa Tomblin
- MTV Movie Awards – legjobb negatív szereplő – Tom Felton
- MTV Movie Awards jelölés – legjobb film
- MTV Movie Awards jelölés – legjobb férfi színész – Daniel Radcliffe
- MTV Movie Awards jelölés – legjobb női színész – Emma Watson
- MTV Movie Awards jelölés – legjobb csók – Daniel Radcliffe és Emma Watson
- MTV Movie Awards jelölés – legjobb harc – Daniel Radcliffe, Emma Watson, Rupert Grint, Rod Hunt és Arben Bajraktaraj

### Harry Potter és a Halál ereklyéi 2. rész (2012)
- Oscar-díj jelölés – legjobb látványtervezés – Stuart Craig és Stephenie McMillan
- Oscar-díj jelölés – legjobb vizuális effektusok – Tim Burke, John Richardson, David Vickery és Greg Butler
- Oscar-díj jelölés – legjobb smink – Amanda Knight, Nick Dudman és Lisa Tomblin
- BAFTA-díj – legjobb vizuális effektusok – Tim Burke, John Richardson, David Vickery és Greg Butler
- BAFTA-díj jelölés – legjobb hang – James Mather, Stuart Wilson, Stuart Hilliker, Mike Dowson és Adam Scrivener
- BAFTA-díj jelölés – legjobb látványtervezés – Stuart Craig és Stephenie McMillan
- BAFTA-díj jelölés – legjobb smink és fodrász – Amanda Knight és Lisa Tomblin
- MTV Movie Awards – legjobb hős – Daniel Radcliffe

### Könyvek
- J.K. Rowling. Harry Potter és a bölcsek köve. Animus Kiadó, Budapest (2009)
- J.K. Rowlnig. Harry Potter és a Titkok Kamrája. Animus Kiadó, Budapest (2009)
- J.K. Rowling. Harry Potter és az azkabani fogoly. Animus Kiadó, Budapest (2009)
- J.K. Rowling. Harry Potter és a Tűz Serlege. Animus Kiadó, Budapest (2010)
- J.K. Rowling. Harry Potter és a Főnix Rendje. Animus Kiadó, Budapest (2012)
- J.K. Rowling. Harry Potter és a Félvér Herceg. Animus Kiadó, Budapest (2012)
- J.K. Rowling. Harry Potter és a Halál ereklyéi. Animus Kiadó, Budapest (2012)
- J.K. Rowling. Harry Potter and the Philosopher's Stone. Bloomsbury Publishing Company, London (1997) (angol nyelven)

### Internet
- Harry Potter és a bölcsek köve az Internet Movie Database oldalon (angolul)
- Harry Potter és a Titkok Kamrája az Internet Movie Database oldalon (angolul)
- Harry Potter és az azkabani fogoly az Internet Movie Database oldalon (angolul)
- Harry Potter és a Tűz Serlege az Internet Movie Database oldalon (angolul)
- Harry Potter és a Főnix Rendje az Internet Movie Database oldalon (angolul)
- Harry Potter és a Félvér Herceg az Internet Movie Database oldalon (angolul)
- Harry Potter és a Halál ereklyéi 1. rész az Internet Movie Database oldalon (angolul)
- Harry Potter és a Halál ereklyéi 2. rész az Internet Movie Database oldalon (angolul)
- Harry Potter és a bölcsek köve a PORT.hu-n (magyarul)
- Harry Potter és a Titkok Kamrája a PORT.hu-n (magyarul)
- Harry Potter és az azkabani fogoly a PORT.hu-n (magyarul)
- Harry Potter és a Tűz Serlege a PORT.hu-n (magyarul)
- Harry Potter és a Főnix Rendje a PORT.hu-n (magyarul)
- Harry Potter és a Félvér Herceg a PORT.hu-n (magyarul)
- Harry Potter és a Halál ereklyéi 1. rész a PORT.hu-n (magyarul)
- Harry Potter és a Halál ereklyéi 2. rész a PORT.hu-n (magyarul)

## Fordítás
- Ez a szócikk részben vagy egészben  a   Harry Potter (film series) című angol Wikipédia-szócikk fordításán alapul.  Az eredeti cikk szerkesztőit annak laptörténete sorolja fel. Ez a jelzés csupán a megfogalmazás eredetét és a szerzői jogokat jelzi, nem szolgál a cikkben szereplő információk forrásmegjelöléseként.
- Ez a szócikk részben vagy egészben  a   Harry Potter and the Philosopher's Stone (film) című angol Wikipédia-szócikk fordításán alapul.  Az eredeti cikk szerkesztőit annak laptörténete sorolja fel. Ez a jelzés csupán a megfogalmazás eredetét és a szerzői jogokat jelzi, nem szolgál a cikkben szereplő információk forrásmegjelöléseként.
- Ez a szócikk részben vagy egészben  a   Harry Potter and the Chamber of Secrets (film) című angol Wikipédia-szócikk fordításán alapul.  Az eredeti cikk szerkesztőit annak laptörténete sorolja fel. Ez a jelzés csupán a megfogalmazás eredetét és a szerzői jogokat jelzi, nem szolgál a cikkben szereplő információk forrásmegjelöléseként.
- Ez a szócikk részben vagy egészben  a   Harry Potter and the Prisoner of Azkaban (film) című angol Wikipédia-szócikk fordításán alapul.  Az eredeti cikk szerkesztőit annak laptörténete sorolja fel. Ez a jelzés csupán a megfogalmazás eredetét és a szerzői jogokat jelzi, nem szolgál a cikkben szereplő információk forrásmegjelöléseként.
- Ez a szócikk részben vagy egészben  a   Harry Potter and the Goblet of Fire (film) című angol Wikipédia-szócikk fordításán alapul.  Az eredeti cikk szerkesztőit annak laptörténete sorolja fel. Ez a jelzés csupán a megfogalmazás eredetét és a szerzői jogokat jelzi, nem szolgál a cikkben szereplő információk forrásmegjelöléseként.
- Ez a szócikk részben vagy egészben  a   Harry Potter and the Order of the Phoenix (film) című angol Wikipédia-szócikk fordításán alapul.  Az eredeti cikk szerkesztőit annak laptörténete sorolja fel. Ez a jelzés csupán a megfogalmazás eredetét és a szerzői jogokat jelzi, nem szolgál a cikkben szereplő információk forrásmegjelöléseként.
- Ez a szócikk részben vagy egészben  a   Harry Potter and the Half-Blood Prince (film) című angol Wikipédia-szócikk fordításán alapul.  Az eredeti cikk szerkesztőit annak laptörténete sorolja fel. Ez a jelzés csupán a megfogalmazás eredetét és a szerzői jogokat jelzi, nem szolgál a cikkben szereplő információk forrásmegjelöléseként.
- Ez a szócikk részben vagy egészben  a   Harry Potter and the Deathly Hallows - Part 1 című angol Wikipédia-szócikk fordításán alapul.  Az eredeti cikk szerkesztőit annak laptörténete sorolja fel. Ez a jelzés csupán a megfogalmazás eredetét és a szerzői jogokat jelzi, nem szolgál a cikkben szereplő információk forrásmegjelöléseként.
- Ez a szócikk részben vagy egészben  a   Harry Potter and the Deathly Hallows - Part 2 című angol Wikipédia-szócikk fordításán alapul.  Az eredeti cikk szerkesztőit annak laptörténete sorolja fel. Ez a jelzés csupán a megfogalmazás eredetét és a szerzői jogokat jelzi, nem szolgál a cikkben szereplő információk forrásmegjelöléseként.
- Ez a szócikk részben vagy egészben  a   Places in Harry Potter című angol Wikipédia-szócikk fordításán alapul.  Az eredeti cikk szerkesztőit annak laptörténete sorolja fel. Ez a jelzés csupán a megfogalmazás eredetét és a szerzői jogokat jelzi, nem szolgál a cikkben szereplő információk forrásmegjelöléseként.